# Gramatyka języka ukraińskiego
Gramatyka języka ukraińskiego (ukr. граматика української мови) – opis zjawisk gramatycznych w języku ukraińskim.
Język ukraiński, podobnie jak język polski, jest językiem silnie fleksyjnym. Występują w nim trzy rodzaje gramatyczne, dwie liczby i siedem przypadków. Odmianie przez przypadki (deklinacji) ulegają rzeczowniki, przymiotniki, zaimki i liczebniki. Można wyróżnić cztery wzorce odmiany rzeczownika (cztery deklinacje) oraz dwa wzorce odmiany czasownika (dwie koniugacje). W neutralnym szyku wyrazów podmiot poprzedza orzeczenie, a orzeczenie poprzedza dopełnienie (SVO), jednak kolejność słów może odbiegać od tego schematu, uwydatniając w ten sposób jakiś element zdania.

## Fonetyka

### Litery a głoski
Literom alfabetu ukraińskiego przypisany jest zazwyczaj jeden dźwięk, podobnie jak ma to miejsce w języku polskim. Do wyjątków należą:
- miękki znak ь, który stosowany jest po spółgłoskach dla oznaczenia ich miękkości (nie odpowiada mu żaden dźwięk)
- litera щ, która zawsze oznacza dwa dźwięki „szcz”
- zestawienia liter дж, дз, które w obrębie jednej sylaby oznaczają jeden dźwięk
- tzw. litery jotowane: я, ю, є, ї[1].

Litery jotowane я, ю, є, ї wymawia się odpowiednio: /ja/, /ju/, /jɛ/, /ji/, jeśli znajdują się na początku wyrazu (np. я́блуко ‘jabłko’, ї́ду ‘jadę’), w pozycji po samogłosce (np. моя́ ‘moja’, дає́ ‘daje’) lub po apostrofie, który to informuje, że spółgłoska poprzedzająca literę jotowaną jest twarda (np. п'ю ‘piję’ м’я́со ‘mięso’). Litery я, ю, є w pozycji po spółgłosce oznaczają jej miękkość oraz odpowiednią samogłoskę (np. ня́ня ‘niania’).

### Samogłoski

Ukraińskie samogłoski na diagramie

W języku ukraińskim występuje 6 samogłosek czystych (akcentowanych): а, е, і, и, о, у. Zwykle realizowane są jako następujące dźwięki: odpowiednio /a/, /ɛ/, /i/, /ɪ/, /ɔ/, /u/. Samogłoski te w akcentowanych sylabach wymawiane są wyraźnie i czysto. Nie ma podziału na samogłoski krótkie i długie.
W sylabach nieakcentowanych samogłoski /a/, /u/, /i/ również brzmią praktycznie tak samo jak w sylabach akcentowanych. W większości przypadków również samogłoska /ɔ/ brzmi tak samo (np. молоко). W pozycji jednak przed akcentowaną sylabą z /u/ czy /i/ brzmi ona jak dźwięk pośredni między /ɔ/ a /u/, w niektórych źródłach przedstawiany jako /o/. Ma to miejsce np. w wyrazie кожу́х, który w zapisie fonetycznym oddającym tę specyficzną wymowę bywa przedstawiany jako коужу́х. Z kolei samogłoska /ɛ/ (oznaczana literą е) w nieakcentowanej sylabie oraz samogłoska /ɪ/ (oznaczana literą и) brzmią jak dźwięk pośredni między /ɛ/ a /ɪ/, i w zapisie fonetycznym cyrylicą bywa to oddawane jako „eи” lub „ие”. Stąd wyrazy мене́ i мине́ mogą brzmieć praktycznie tak samo.
Ogólnie rzecz biorąc w nieakcentowanych sylabach można zaobserwować tendencję do centralizacji samogłosek, czyli artykułowania samogłosek wysokich jako nieco niższych, czy też przesunięcia przednich i tylnych samogłosek ku środkowi. Jest to przejaw harmonii samogłosek. Poza tym nieakcentowane sylaby są krótsze od akcentowanych, chyba że znajdują się w pozycji na końcu zdania.
Podobnie jak w języku białoruskim i rosyjskim, występuje pełnogłos widoczny w wyrazach takich jak моро́з ‘mróz’ czy бе́рег ‘brzeg’. W przeciwieństwie jednak do tych języków, w literackim języku ukraińskim nie występuje akanie.

### Spółgłoski
System spółgłoskowy języka ukraińskiego składa się z 32 fonemów reprezentowanych przez 22 litery. Spółgłoski przedniojęzykowo-zębowe tworzą pary, i w każdej z nich jedna samogłoska jest miękka a druga twarda. Są to następujące pary: т – ть (/t/ – /tʲ/); д – дь (/d/ – /dʲ/); с – сь (/s/ – /sʲ/); з – зь (/z/ – /zʲ/); ц – ць (/t͡s/ – /t͡sʲ/); дз – дзь (/d͡z/ – / d͡zʲ/); н – нь (/n/ – /nʲ/); л – ль (/l/ – /lʲ/); р – рь (/r/ – /rʲ/). Spółgłoska /j/ jest spółgłoską miękką i nie ma twardego odpowiednika. Spółgłoski wargowe /b/, /p/, /m/, /ʋ/, tylnojęzykowe /k/, /g/, /x/ oraz gardłowa /ɦ/ nie mogą być miękkie, ale w pozycji przed samogłoską /i/ mogą być częściowo zmiękczone (пом'якшені). Występują one też przed /a/ w kilku rodzimych wyrazach jak np. цвях, oraz nielicznych zapożyczonych wyrazach, w których po tych spółgłoskach stoi jotowana litera bez apostrofu (np. бюро). Spółgłoski ж /ʒ/, ш /ʃ/, дж /d͡ʒ/, ч /t͡ʃ/ także nie mają miękkich odpowiedników, ale przed /i/ mogą być częściowo zmiękczone.
Spółgłoska в /ʋ/ jest przed /ɪ/ realizowana jako [ʋ], przed /i/ jako [ʋʲ], przed /u/ lub /ɔ/ jako [w], a na końcowej pozycji w sylabie jako niesylabotwórcze [u̯]. Forma у oraz в to dwa warianty tego samego przyimka.

### Spółgłoski dźwięczne i bezdźwięczne
Ukraińskie spółgłoski, podobnie jak w wielu innych językach, można dobrać w pary, w których jedna spółgłoska jest dźwięczna, a druga bezdźwięczna. Są to głoski reprezentowane przez litery i zbitki: п – б, ф – в (choć nie zawsze), т – д, ть – дь, с – з, сь – зь, ш – ж, ц – дз, ць – дзь, ч – дж, щ – ждж, к – ґ, х – г.
W przeciwieństwie do większości innych języków słowiańskich, w języku ukraińskim dźwięczne spółgłoski w pozycji na końcu wyrazu lub na końcu sylaby nie ulegają ubezdźwięcznieniu, np. мед /mɛd/, ніж /nʲiʒ/, ї́жте /ˈjiʒtɛ/, ро́зталь /ˈrɔztalʲ/. Z reguły dźwięczne spółgłoski zachowują swój dźwięczny charakter we wszystkich pozycjach z wyjątkiem /z/ w przyimku/prefiksie з. Z kolei spółgłoski bezdźwięczne w pozycji przed dźwięcznymi (prócz sonornych) są wymawiane zawsze w sposób dźwięczny, zarówno wewnątrz wyrazu, jak i na granicy między wyrazami, np. як де́ /jag ˈdɛ/ вокзал /wɔɡˈzaɫ/.

### Akcent
Akcent w języku ukraińskim jest swobodny – może padać na dowolną sylabę. Inaczej jest w języku polskim, gdzie na ogół pada na przedostatnią sylabę). Dodatkowo w języku ukraińskim jest on ruchomy, tzn. podczas odmiany danego wyrazu może przenosić się na inną sylabę (np. голова́ – го́лову ‘głowa – głowę’, пишу́ – пи́шеш ‘piszę – piszesz’). Niektóre wyrazy mogą mieć podwójny akcent, tzn. dwa warianty akcentuacyjne, np. стартови́й – ста́ртовий ‘startowy’.

### Wymiana głosek
Jedną z charakterystycznych cech języka ukraińskiego jest wymiana samogłoski „і” na „о” bądź „е”. Tego typu samogłoska „і” znajduje się w pozycji przed spółgłoską należącą do tej samej sylaby, zazwyczaj w rzeczownikach, ale też i w niektórych formach czasowników. Przykłady: рік – ро́ку ‘rok – roku’, він ніс – вона́ несла́ ‘on niósł – ona niosła’, ніс – но́са ‘nos – nosa’, шість – шести́ ‘sześć – sześciu’, кінь – коня́ ‘koń – konia’, Ки́їв – Ки́єва ‘Kijów – Kijowa’, сіл – село́ ‘wsi (dop. l. mn.) – wieś’, гір – гора́ ‘gór – góra’. Tego typu wymiana nie występuje zawsze, np. ліс – лі́су ‘las – lasu’. Do wyrazów bez tej wymiany zaliczają się: słowa zawierające –оро–, –ере–, –оло–, –еле– między spółgłoskami (np. моро́з ‘mróz’, бе́рег ‘brzeg’); –ор–, –ер–, –ов– między spółgłoskami (np. горб ‘garb’, вовк ‘wilk’); wyrazy z wymianą samogłoski na zero fleksyjne (np. сон – сну ‘sen – snu’, день – дня ‘dzień – dnia’) oraz pewne nieco bardziej książkowe słowa (зако́н – зако́ну ‘prawo – prawa’).
W przypadku spółgłosek występują następujące alternacje: к → ч (рік – річни́й ‘rok – roczny’), к → ц (рік – у ро́ці ‘rok – w roku’); г → ж (слуга́ – служи́ти ‘sługa – służyć’), г → з (нога́ – нозі́ ‘noga – nodze’); х → ш (страх – страши́ти ‘strach – straszyć’), х → с (ву́хо – у ву́сі ‘ucho – w uchu’). Poza tym m.in.: т → ч, д → дж, с → ш, к → ч, з → ж, п → пль, б → бль, м → мль, ф → фль, н → нь, л → ль, р → рь, ст → щ, зд → ждж.

## Rzeczownik
Język ukraiński, podobnie jak język polski, należy do języków z rozbudowanym systemem fleksyjnym. Rzeczownik (іменник) odmienia się przez liczby, przypadki oraz ma swój rodzaj gramatyczny.

### Rodzaj gramatyczny
Wyróżnia się rodzaj męski (чоловічий рід), żeński (жіночий рід) i nijaki (середній рід). Większość rzeczowników rodzaju męskiego kończy się na spółgłoskę, np. стіл 'stół', чай 'herbata' Większość rzeczowników rodzaju żeńskiego kończy się na samogłoskę –а lub –я, np. гу́мка, ле́кція. Do rodzaju nijakiego należą zazwyczaj rzeczowniki zakończone na –о, –е, oraz mające końcówkę –я poprzedzoną podwojoną spółgłoską, np. вікно́ ‘okno’, по́ле ‘pole’, життя́ ‘życie’. Rzeczowniki zakończone na spółgłoski wargowe б, п, в, м, ф, a poza tym ш, ч, щ, ж mogą również być rodzaju męskiego lub żeńskiego, np. кров ‘krew‘ (ż) – рука́в ‘rękaw‘ (m); ніч ’noc’ (ż) – плач ’płacz’ (m); по́дорож ’podróż’ (ż) – ніж ‘nóż‘ (m). Rzeczowniki zakończone na miękki znak –ь (tj. na spółgłoskę miękką) mogą być rodzaju męskiego lub żeńskiego, np. день ’dzień’ (m), о́сінь ’jesień’ (ż). Końcówka –ець oraz –тель jest jednak typowa dla rodzaju męskiego, natomiast –ість – dla rodzaju żeńskiego, np. англі́єць ‘Anglik’, вчи́тель ‘nauczyciel’, сві́жість ‘świeżość’. Pewne wyrazy odnoszące się do osób mogą być zaliczane do rodzaju wspólnego (спільний рід), funkcjonując, zależnie od płci osoby, do której się odnoszą, jako rzeczowniki rodzaju męskiego lub żeńskiego. Wśród nich można wyróżnić grupę rzeczowników zakończonych na –а lub –я, np. слуга́ ‘sługa, służąca’, неро́ба ‘nierób’, базі́ка ‘gaduła’.

### Liczba
Rzeczowniki na ogół mają formy liczby pojedynczej i mnogiej, jednak występują także i takie, mające wyłącznie liczbę pojedynczą (singularia tantum) lub wyłącznie mnogą (pluralia tantum). Do tych pierwszych należy np. молоко ‘mleko’, пісок ‘piasek’, Київ ‘Kijów’, геройство 'bohaterstwo', choć od niektórych z nich w specyficznym znaczeniu da się utworzyć także liczbę mnogą. Do pluralia tantum należy: две́рі ‘drzwi’, граблі́ ‘grabie’, джу́нглі ‘dżungla’, Карпати ‘Karpaty’, гро́ші ‘pieniądze’. Użycie liczby w związkach wyrazowych rzeczowników z czasownikami może różnić się w porównaniu z polszczyzną, np. ловити рибу ‘łowić ryby’, купувати малину ‘kupować maliny’.

### Przypadki
Odmianie przez przypadki (deklinacji) ulegają rzeczowniki, przymiotniki, zaimki i liczebniki. Wyróżnia się 7 przypadków (відмі́нок): mianownik (називни́й), dopełniacz (родови́й) celownik (дава́льний), biernik (знахі́дний), narzędnik (ору́дний), miejscownik (місце́вий), wołacz (кли́чний). Można wyróżnić 4 wzorce odmiany rzeczownika (tj. 4 deklinacje), a w dwóch pierwszych deklinacjach można dodatkowo w zależności od zakończenia tematu wydzielić grupy twarde, miękkie i mieszane.
Istnieją rzeczowniki obcego pochodzenia zakończone na samogłoski, które są nieodmienne, np. жюрі́ 'jury', авеню́ 'aleja', кенгуру́ 'kangur', конферансьє 'konferansjer', ре́фері 'sędzia, arbiter', таксі́ 'taksówka', шимпанзе́ 'szympans'.
Do deklinacji I należą rzeczowniki przede wszystkim rodzaju żeńskiego, poza tym niektóre rzeczowniki rodzaju męskiego oraz wspólnego zakończone na –а lub –я. Do grupy twardej należą rzeczowniki zakończone na –а, do miękkiej – zakończone na –я (w tym z tematem zakończonym na j, co w zapisie wyrażają końcówki zaczynające się na jotowaną literę), a do mieszanej – zakończone na spółgłoski szeleszczące (шиплячі приголосні), tj. dźwięki reprezentowane przez litery ж, ч, щ, ш, дж.
| Końcówki - liczba pojedyncza | Końcówki - liczba pojedyncza | Końcówki - liczba pojedyncza | Końcówki - liczba pojedyncza | Końcówki - liczba pojedyncza | Przykłady - liczba pojedyncza | Przykłady - liczba pojedyncza | Przykłady - liczba pojedyncza | Przykłady - liczba pojedyncza |
|                              | Twarde                       | Miękkie                      | Miękkie (j)                  | Mieszane                     | Twarde                        | Miękkie                       | Miękkie (j)                   | Mieszane                      |
| ---------------------------- | ---------------------------- | ---------------------------- | ---------------------------- | ---------------------------- | ----------------------------- | ----------------------------- | ----------------------------- | ----------------------------- |
| Mianownik                    | -а                           | -я                           | -я                           | -а                           | маши́на                        | земля́                         | мрі́я                          | пло́ща                         |
| Dopełniacz                   | -и                           | -і                           | -ї                           | -і                           | маши́ни                        | землі́                         | мрі́ї                          | пло́щі                         |
| Celownik                     | -і                           | -i                           | -ї                           | -і                           | маши́ні                        | землі́                         | мрі́ї                          | пло́щі                         |
| Biernik                      | -у                           | -ю                           | -ю                           | -у                           | маши́ну                        | зе́млю                         | мрі́ю                          | пло́щу                         |
| Narzędnik                    | -ою                          | -ею                          | -єю                          | -ею                          | маши́ною                       | земле́ю                        | мрі́єю                         | пло́щею                        |
| Miejscownik                  | -і                           | -і                           | -ї                           | -і                           | маши́ні                        | землі́                         | мрі́ї                          | пло́щі                         |
| Wołacz                       | -о                           | -е                           | -є                           | -е                           | маши́но                        | зе́мле                         | мрі́є                          | пло́ще                         |
| Końcówki - liczba mnoga      | Końcówki - liczba mnoga      | Końcówki - liczba mnoga      | Końcówki - liczba mnoga      | Końcówki - liczba mnoga      | Przykłady - liczba mnoga      | Przykłady - liczba mnoga      | Przykłady - liczba mnoga      | Przykłady - liczba mnoga      |
| Mianownik                    | -и                           | -і                           | -ї                           | -і                           | маши́ни                        | зе́млі                         | мрі́ї                          | пло́щі                         |
| Dopełniacz                   | ∅                            | ∅ (-ь)                       | -й                           | ∅                            | маши́н                         | земе́ль                        | мрій                          | площ                          |
| Celownik                     | -ам                          | -ям                          | -ям                          | -ам                          | маши́нам                       | зе́млям                        | мрі́ям                         | пло́щам                        |
| Biernik                      | -и / ∅                       | -і / -ь                      | -ї / -й                      | -і / ∅                       | маши́ни                        | зе́млі                         | мрі́ї                          | пло́щі                         |
| Narzędnik                    | -ами                         | -ями                         | -ями                         | -ами                         | маши́нами                      | зе́млями                       | мрі́ями                        | пло́щами                       |
| Miejscownik                  | -ах                          | -ях                          | -ях                          | -ах                          | маши́нах                       | зе́млях                        | мрі́ях                         | пло́щах                        |
| Wołacz                       | -и                           | -і                           | -ї                           | -і                           | маши́ни                        | зе́млі                         | мрі́ї                          | пло́щі                         |

Wołacz w liczbie mnogiej równy jest mianownikowi liczby mnogiej. Biernik dla rodzaju męskiego w liczbie mnogiej jest taki sam jak mianownik liczby mnogiej w przypadku rzeczowników nieżywotnych lub taki sam jak dopełniacz liczby mnogiej w przypadku rzeczowników żywotnych, np. бачити чоловіків ‘widzieć mężczyzn’, бачити псів ‘widzieć psy’.
W tematach zakończonych na głoski /k/, /x/, /g/ i gardłowe /ɦ/ przed końcówką –і zachodzi wymiana spółgłosek: рука – руці, муха – мусі, мамалиґа – мамализі lub мамалидзі, нога – нозі. W dopełniaczu liczby mnogiej, kiedy powstają zamknięte sylaby, może zachodzić wymiana „о”, „е” na „і”, np. ноги – ніг, го́лови – голі́в. W rzeczownikach o końcówkach –ка, –еьнка pojawia się w dopełniaczu liczby mnogiej pomocnicze „o” (горі́лка – горі́ло́к), a w tych o końcówkach –ня, –ля – pomocnicze „е” (ліка́рня – ліка́рень).
Do deklinacji II grupy twardej należą rzeczowniki rodzaju męskiego z tematem zakończonym na twardą spółgłoskę (oprócz szeleszczących) oraz rzeczowniki rodzaju męskiego i nijakiego zakończone na –о. Do grupy miękkiej należą kończące się na miękką spółgłoskę (–ь, –й) i niektóre rzeczowniki zakończone na –ар, –ир, a poza tym rzeczowniki rodzaju nijakiego zakończone na –е, –я (bez sufiksów –ен–, –ят–). Do grupy mieszanej należą m.in. rzeczowniki zakończone na spółgłoskę szeleszczącą czy też rzeczowniki rodzaju nijakiego zakończone na –е poprzedzone spółgłoską szeleszczącą (np. плече́, я́вище).
| Końcówki - liczba pojedyncza | Końcówki - liczba pojedyncza | Końcówki - liczba pojedyncza | Końcówki - liczba pojedyncza | Końcówki - liczba pojedyncza | Przykłady - liczba pojedyncza | Przykłady - liczba pojedyncza | Przykłady - liczba pojedyncza | Przykłady - liczba pojedyncza | Przykłady - liczba pojedyncza |
|                              | Twarde                       | Miękkie                      | Miękkie (j)                  | Mieszane                     | Twarde (1)                    | Twarde (2)                    | Miękkie                       | Miękkie (j)                   | Mieszane                      |
| ---------------------------- | ---------------------------- | ---------------------------- | ---------------------------- | ---------------------------- | ----------------------------- | ----------------------------- | ----------------------------- | ----------------------------- | ----------------------------- |
| Mianownik                    | ∅ / -о                       | -ь / ∅                       | -й                           | ∅                            | дуб                           | ба́тько                        | учи́тель                       | край                          | меч                           |
| Dopełniacz                   | -а / -у                      | -я / -ю                      | -я / -ю                      | -а / -у                      | ду́ба                          | ба́тька                        | учи́теля                       | кра́ю                          | меча́                          |
| Celownik                     | -ові / -у                    | -еві / -ю                    | -єві /-ю                     | -еві / -у                    | ду́бові, ду́бу                  | ба́тькові, ба́тьку              | учи́телеві, учи́телю            | кра́ю, кра́єві                  | мече́ві, мечу́                  |
| Biernik                      | ∅ / -а                       | -ь / -я                      | -й / -я                      | ∅ / -а                       | дуб                           | ба́тька                        | учи́теля                       | край                          | меч                           |
| Narzędnik                    | -ом                          | -ем                          | -єм                          | -ем                          | ду́бом                         | ба́тьком                       | учи́телем                      | кра́єм                         | мече́м                         |
| Miejscownik                  | -ові / -і / -у               | -еві / -і / -ю               | -єві / -ї / -ю               | -еві / -і                    | ду́бі                          | ба́тькові, ба́тьку              | учи́телеві, учи́телю            | кра́ї, краю́                    | мечі́, мече́ві                  |
| Wołacz                       | -е / -у                      | -ю                           | -ю                           | -у / -е                      | ду́бе                          | ба́тьку                        | учи́телю                       | кра́ю                          | ме́чу                          |
| Końcówki - liczba mnoga      | Końcówki - liczba mnoga      | Końcówki - liczba mnoga      | Końcówki - liczba mnoga      | Końcówki - liczba mnoga      | Przykłady - liczba mnoga      | Przykłady - liczba mnoga      | Przykłady - liczba mnoga      | Przykłady - liczba mnoga      | Przykłady - liczba mnoga      |
| Mianownik                    | -и                           | -і                           | -ї                           | -і                           | дуби́                          | батьки́                        | учителі                       | краї́                          | мечі́                          |
| Dopełniacz                   | -ів                          | -ів                          | -їв                          | -ів                          | дубі́в                         | батькі́в                       | учителі́в                      | краї́в                         | мечі́в                         |
| Celownik                     | -ам                          | -ям                          | -ям                          | -ам                          | дуба́м                         | батька́м                       | учителя́м                      | края́м                         | меча́м                         |
| Biernik                      | -и / -ів                     | -і / -ів                     | -ї / -їв                     | -і / -ів                     | дуби́                          | батькі́в                       | учителі́в                      | краї́                          | мечі́                          |
| Narzędnik                    | -ами                         | -ями                         | -ями                         | -ами                         | дуба́ми                        | батька́ми                      | учителя́ми                     | края́ми                        | меча́ми                        |
| Miejscownik                  | -ах                          | -ях                          | -ях                          | -ах                          | дуба́х                         | батька́х                       | учителя́х                      | края́х                         | меча́х                         |
| Wołacz                       | -и                           | -і                           | -ї                           | -і                           | дуби́                          | ба́тьку                        | учителі́                       | краї́                          | мечі́                          |

Rzeczowniki deklinacji II mogą mieć w dopełniaczu końcówkę –а lub –у w zależności od znaczenia. Końcówkę –а mają rzeczowniki oznaczające m.in. osoby, zwierzęta, istoty żywe, przedmioty, nazwy jednostek miary i terminy obcego pochodzenia. Końcówkę –у mają rzeczowniki oznaczające substancje, materiał, pojęcia zbiorcze, pojęcia abstrakcyjne, nazwy procesów, stanów, zjawisk życia społecznego, terminy chemiczne, fizyczne, ekonomiczne, językoznawcze obcego pochodzenia, nazwy sportów, tańców, gier, rodzajów organizacji (клуб, теа́тр). W celowniku liczby pojedynczej rzeczowniki mogą przyjmować dwie różne końcówki (–ові / еві lub –у / –ю), a w miejscowniku nawet trzy końcówki. Przed końcówką –і następują odpowiednie wymiany w temacie, np. ніж – на ножі, рік – у році, рух – у русі, ріг – на розі. W wołaczu końcówkę –е mają m.in. rzeczowniki o temacie zakończonym na twardą spółgłoskę, a te zakończone na spółgłoskę tylnojęzykową oraz –ець podlegają wymianie: коза́к – коза́че (k : cz), друг – дру́же (h : ż), хло́пець – хло́пче (c’ : cz). Typową końcówką w dopełniaczu liczby mnogiej jest –ів, a końcówka –ей występuje w niektórych wyrazach jako wyjątek (гостей, коней, грошей). Zerową końcówkę w dopełniaczu liczby mnogiej mają rzeczowniki z sufiksem –ин, np. (кия́нин – кия́н 'kijowianin – kijowian'), oraz pewne inne rzeczowniki, np. раз – сто раз 'raz – sto razy'.
Rzeczowniki rodzaju nijakiego mają biernik i wołacz równy mianownikowi. Znacznie rzadziej występuje tu wariantywność i możliwość wyboru jednej z dwóch czy trzech końcówek.
| Końcówki - liczba pojedyncza | Końcówki - liczba pojedyncza | Końcówki - liczba pojedyncza | Końcówki - liczba pojedyncza | Końcówki - liczba pojedyncza | Przykłady - liczba pojedyncza | Przykłady - liczba pojedyncza | Przykłady - liczba pojedyncza | Przykłady - liczba pojedyncza |
|                              | Twarde                       | Miękkie (-е)                 | Miękkie (-я)                 | Mieszane                     | Twarde                        | Miękkie (-е)                  | Miękkie (-я)                  | Mieszane                      |
| ---------------------------- | ---------------------------- | ---------------------------- | ---------------------------- | ---------------------------- | ----------------------------- | ----------------------------- | ----------------------------- | ----------------------------- |
| Mianownik                    | -о                           | -е                           | -я                           | -е                           | вікно́                         | по́ле                          | умі́ння                        | плече́                         |
| Dopełniacz                   | -а                           | -я                           | -я                           | -а                           | вікна́                         | по́ля                          | умі́ння                        | плеча́                         |
| Celownik                     | -у                           | -ю                           | -ю                           | -у                           | вікну́                         | по́лю                          | умі́нню                        | плечу́                         |
| Biernik                      | -о                           | -е                           | -я                           | -е                           | вікно́                         | по́ле                          | умі́ння                        | плече́                         |
| Narzędnik                    | -ом                          | -ем                          | -ям                          | -ем                          | вікно́м                        | по́лем                         | умі́нням                       | плече́м                        |
| Miejscownik                  | -і                           | -і                           | -і                           | -і                           | вікні́                         | по́лі, по́лю                    | умі́нні                        | плечі́                         |
| Wołacz                       | -о                           | -е                           | -я                           | -е                           | вікно́                         | по́ле                          | умі́ння                        | плече́                         |
| Końcówki - liczba mnoga      | Końcówki - liczba mnoga      | Końcówki - liczba mnoga      | Końcówki - liczba mnoga      | Końcówki - liczba mnoga      | Przykłady - liczba mnoga      | Przykłady - liczba mnoga      | Przykłady - liczba mnoga      | Przykłady - liczba mnoga      |
| Mianownik                    | -а                           | -я                           | -я                           | -і                           | ві́кна                         | поля́                          | умі́ння                        | пле́чі                         |
| Dopełniacz                   | ∅                            | -ів / ∅                      | ∅                            | -ей / ∅                      | ві́кон                         | полі́в, піль                   | умі́нь                         | плече́й, пліч                  |
| Celownik                     | -ам                          | -ям                          | -ям                          | -ам                          | ві́кнам                        | поля́м                         | умі́нням                       | плеча́м                        |
| Biernik                      | -а                           | -я                           | -я                           | -і                           | ві́кна                         | поля́                          | умі́ння                        | пле́чі                         |
| Narzędnik                    | -ами                         | -ями                         | -ями                         | -ами                         | ві́кнами                       | поля́ми                        | умі́ннями                      | плечи́ма                       |
| Miejscownik                  | -ах                          | -ях                          | -ях                          | -ах                          | ві́кнах                        | поля́х                         | умі́ннях                       | плеча́х                        |
| Wołacz                       | -а                           | -я                           | -я                           | -і                           | ві́кна                         | поля́                          | умі́ння                        | пле́чі                         |

Rzeczowniki deklinacji III mają temat zakończony na miękki znak, spółgłoskę szeleszczącą lub wargową (jako wyjątek należy tu także rzeczownik мати), a w dopełniaczu, celowniku i miejscowniku liczby pojedynczej mają końcówkę –і.
| Końcówki - l. poj. | Końcówki - l. poj. | Przykłady - liczba pojedyncza | Przykłady - liczba pojedyncza | Przykłady - liczba pojedyncza | Przykłady - liczba pojedyncza | Przykłady - liczba pojedyncza | Przykłady - liczba pojedyncza |
| ------------------ | ------------------ | ----------------------------- | ----------------------------- | ----------------------------- | ----------------------------- | ----------------------------- | ----------------------------- |
| Mianownik          | ∅                  | тінь                          | ніч                           | річ                           | по́дорож                       | верф                          | ма́ти                          |
| Dopełniacz         | -і                 | ті́ні                          | но́чі                          | ре́чі                          | по́дорожі                      | ве́рфі                         | ма́тері                        |
| Celownik           | -і                 | ті́ні                          | но́чі                          | ре́чі                          | по́дорожі                      | ве́рфі                         | ма́тері                        |
| Biernik            | ∅                  | тінь                          | ніч                           | річ                           | по́дорож                       | верф                          | ма́тір                         |
| Narzędnik          | -ю                 | ті́нню                         | ні́ччю                         | рі́ччю                         | по́дорожжю                     | ве́рф'ю                        | ма́тір'ю                       |
| Miejscownik        | -і                 | ті́ні                          | но́чі                          | ре́чі                          | по́дорожі                      | ве́рфі                         | ма́тері                        |
| Wołacz             | -е                 | ті́не                          | но́че                          | ре́че                          | по́дороже                      | ве́рфе                         | ма́ти                          |
| Końcówki - l. mn.  | Końcówki - l. mn.  | Przykłady - liczba mnoga      | Przykłady - liczba mnoga      | Przykłady - liczba mnoga      | Przykłady - liczba mnoga      | Przykłady - liczba mnoga      | Przykłady - liczba mnoga      |
| Mianownik          | -і                 | ті́ні                          | но́чі                          | ре́чі                          | по́дорожі                      | ве́рфі                         | матері́                        |
| Dopełniacz         | -ей                | ті́ней                         | ноче́й                         | рече́й                         | по́дорожей                     | ве́рфей                        | матері́в                       |
| Celownik           | -ям / -ам          | ті́ням                         | ноча́м                         | реча́м                         | по́дорожам                     | ве́рфям                        | матеря́м                       |
| Biernik            | -і                 | ті́ні                          | но́чі                          | ре́чі                          | по́дорожі                      | ве́рфі                         | матері́в                       |
| Narzędnik          | -ями / -ами        | ті́нями                        | ноча́ми                        | реча́ми                        | по́дорожами                    | ве́рфями                       | матеря́ми                      |
| Miejscownik        | -ях / -ах          | ті́нях                         | ноча́х                         | реча́х                         | по́дорожах                     | ве́рфях                        | матеря́х                       |
| Wołacz             | -і                 | ті́ні                          | но́чі                          | ре́чі                          | по́дорожі                      | ве́рфі                         | матері́                        |

Rzeczownik мати funkcjonujący tu jako wyjątek przybiera w odmianie dodatkowy sufiks –ер–, a w dopełniaczu liczby mnogiej wyjątkową końcówkę –ів (inne mają tu końcówkę –ей). Jeśli temat kończy się na pojedynczą spółgłoskę, to w narzędniku liczby pojedynczej ulega ona podwojeniu (о́сінь – о́сінню, ale: ра́дість – ра́дістю). Jeśli temat kończy się na spółgłoskę wargową lub –р, to przed końcówką –ю pojawia się apostrof. W liczbie mnogiej występują końcówki –ям, –ями, –ям prócz rzeczowników z tematem zakończonym na spółgłoskę szeleszczącą, kiedy to używa się końcówek –ам, –ами, –ах. W mowie codziennej na ogół wołacz liczby pojedynczej ma taką samą formę jak mianownik, jednak w poezji przybiera końcówkę –е.
Rzeczowniki deklinacji IV są rodzaju nijakiego i ogólnie rzecz biorąc oznaczają młode potomstwo zwierząt i ludzi bądź zdrobnienia przedmiotów. Należy tu także kilka rzeczowników rodzaju nijakiego zakończonych na –м'я (ім'я, плем'я, сі́м'я). W odmianie w liczbie mnogiej występują we wszystkich przypadkach sufiksy –ат– / –ят– lub –ен–. W liczbie pojedynczej sufiksów nie ma w mianowniku, bierniku i wołaczu, natomiast w rzeczownikach, dla których właściwy jest sufiks –ен– stosowany jest on opcjonalnie w dopełniaczu i narzędniku.
| Końcówki - l. poj. | Końcówki - l. poj. | Przykłady - liczba pojedyncza | Przykłady - liczba pojedyncza | Przykłady - liczba pojedyncza |
| ------------------ | ------------------ | ----------------------------- | ----------------------------- | ----------------------------- |
| Mianownik          | -я / -а            | теля́                          | курча́                         | ім'я́                          |
| Dopełniacz         | -и / -і / -я       | теля́ти                        | курча́ти                       | і́мені, ім'я́                   |
| Celownik           | -і                 | теля́ті                        | курча́ті                       | і́мені                         |
| Biernik            | -я / -а            | теля́                          | курча́                         | ім'я́                          |
| Narzędnik          | -ям / -ам / -ем    | теля́м                         | курча́м                        | і́менем, ім'я́м                 |
| Miejscownik        | -і                 | теля́ті                        | курча́ті                       | і́мені                         |
| Wołacz             | -я / -а            | теля́                          | курча́                         | ім'я́                          |
| Końcówki - l. mn.  | Końcówki - l. mn.  | Przykłady - liczba mnoga      | Przykłady - liczba mnoga      | Przykłady - liczba mnoga      |
| Mianownik          | -а                 | теля́та                        | курча́та                       | імена́                         |
| Dopełniacz         | ∅                  | теля́т                         | курча́т                        | іме́н                          |
| Celownik           | -ам                | теля́там                       | курча́там                      | імена́м                        |
| Biernik            | ∅ / -а             | теля́т                         | курча́т                        | імена́                         |
| Narzędnik          | -ами               | теля́тами                      | курча́тами                     | імена́ми                       |
| Miejscownik        | -ах                | теля́тах                       | курча́тах                      | імена́х                        |
| Wołacz             | -а                 | теля́та                        | курча́та                       | імена́                         |

## Przymiotnik
Przymiotnik (прикме́тник) jest częścią mowy określającą właściwości rzeczownika. Można wyróżnić przymiotnik jakościowy (wskazujący na cechy przedmiotów, np. до́вгий ‘długi’), relacyjny (wskazujący na właściwości przedmiotu poprzez związek z innym przedmiotem, np. океа́нський ‘oceaniczny’) oraz dzierżawczy (wskazujący na przynależność przedmiotu, np. батьків ‘ojcowski’). Do przymiotników zaliczają się również liczebniki porządkowe (np. дру́гий ‘drugi’).
Przymiotnik odnoszący się do danego rzeczownika jest zgodny z nim pod względem liczby, rodzaju i przypadku. Używany jest we frazie rzeczownikowej jako przydawka (np. синє небо ‘niebieskie niebo) lub orzecznik (np. небо стало сине ‘niebo stało się niebieskie’).
Przymiotniki mogą występować również w roli rzeczowników, np. Здоро́вий хво́рого не розумі́є. ‘Zdrowy chorego nie rozumie’.

### Formy pełne przymiotnika
Przymiotniki mogą mieć formę pełną i krótką. Typową formą jest ta pełna – przymiotniki te mają kategorię rodzaju, liczby i przypadka. Używane są we wszystkich składniowych funkcjach typowych dla przymiotnika (jako przydawka lub orzecznik).
Forma pełna ma dwa warianty: ściągnięty (стягнений) i nieściągnięty (нестягнений). We współczesnym literackim języku ukraińskim w mianowniku używa się przymiotników nieściągniętych dla rodzaju męskiego i ściągniętych dla rodzaju żeńskiego, nijakiego oraz w liczbie mnogiej. Formy te wyglądają następująco: молоди́й ‘młody’, коли́шій ‘dawny’; молода́ ‘młoda’, коли́шня ‘dawna’; молоде́ ‘młode’, коли́шнє ‘dawne’; молоді́ ‘młodzi, młode’, коли́шні ‘dawni, dawne’ (молоди́й reprezentuje odmianę twardą, a коли́шій – miękką).
Istnieją nieściągnięte formy dla innych rodzajów niż męski, ale są zarezerwowane dla języka poezji oraz tekstów folklorystycznych i nie zaleca się ich stosowania w standardowym języku. Wyglądają one następująco: молода́я, коли́шняя; молоде́є, коли́шнєє, молоді́ї, коли́шнії. Z kolei w północnych dialektach spotyka się ściągniętą formę dla mianownika rodzaju męskiego: молоди́, коли́шні.

### Odmiana przymiotnika
Ukraińskie przymiotniki mają w liczbie pojedynczej osobne formy dla każdego rodzaju, ale tylko jedną w liczbie mnogiej. Formy dla rodzaju męskiego i nijakiego w dużej mierze się pokrywają. Biernik rodzaju męskiego w liczbie pojedynczej oraz biernik w liczbie mnogiej zależy od kategorii żywotności opisywanego rzeczownika. Jeśli jest to rzeczownik żywotny, to w przymiotniku stosuje się formę dopełniacza, a jeśli nieżywotny – mianownika. Formy wołacza są takie same jak mianownika.
Przymiotniki można podzielić na twardotematowe i miękkotematowe. Do przymiotników twardotematowych należą te z tematem zakończonym na twardą spółgłoskę i z końcówką –ий w mianowniku rodzaju męskiego. Należą tu także przymiotniki dzierżawcze z końcówką –ів, –ин (lub –їв, –їн po samogłosce lub apostrofie) w mianowniku rodzaju męskiego. Do przymiotników miękkotematowych należą te z tematem zakończonym na miękką spółgłoskę z sufiksem –н–, które kończą się na –ій w mianowniku rodzaju męskiego (lub –їй po samogłosce) oraz te z tematem zakończonym na j (np. короткоши́їй). Przymiotniki zakończone na –лиций wykazują mieszaną odmianę. Istnieją także przymiotniki nieodmienne, np. беж ‘beżowy’, бордо́ ‘bordowy’.
| га́рний - przymiotnik twardotematowy | га́рний - przymiotnik twardotematowy | га́рний - przymiotnik twardotematowy | га́рний - przymiotnik twardotematowy | га́рний - przymiotnik twardotematowy | бра́тів - przymiotnik dzierżawczy twardotematowy | бра́тів - przymiotnik dzierżawczy twardotematowy | бра́тів - przymiotnik dzierżawczy twardotematowy | бра́тів - przymiotnik dzierżawczy twardotematowy |
|                                     | r. męski                            | r. nijaki                           | r. żeński                           | l. mnoga                            | r. męski                                        | r. nijaki                                       | r. żeński                                       | l. mnoga                                        |
| ----------------------------------- | ----------------------------------- | ----------------------------------- | ----------------------------------- | ----------------------------------- | ----------------------------------------------- | ----------------------------------------------- | ----------------------------------------------- | ----------------------------------------------- |
| Mianownik                           | га́рний                              | га́рне                               | га́рна                               | га́рні                               | бра́тів                                          | бра́тове                                         | бра́това                                         | бра́тові                                         |
| Dopełniacz                          | га́рного                             | га́рного                             | га́рної                              | га́рних                              | бра́тового                                       | бра́тового                                       | бра́тової                                        | бра́тових                                        |
| Celownik                            | га́рному                             | га́рному                             | га́рній                              | га́рним                              | бра́товому                                       | бра́товому                                       | бра́товій                                        | бра́товим                                        |
| Biernik                             | га́рного / га́рний                    | га́рне                               | га́рну                               | га́рних / га́рні                      | бра́тового / бра́тів                              | бра́тове                                         | бра́тову                                         | бра́тових / бра́тові                              |
| Narzędnik                           | га́рним                              | га́рним                              | га́рною                              | га́рними                             | бра́товим                                        | бра́товим                                        | бра́товою                                        | бра́товими                                       |
| Miejscownik                         | га́рному / га́рнім                    | га́рному, га́рнім                     | га́рній                              | га́рних                              | бра́товому, бра́товім                             | бра́товому, бра́товім                             | бра́товій                                        | бра́тових                                        |
| Wołacz                              | га́рний                              | га́рне                               | га́рна                               | га́рні                               | бра́тів                                          | бра́тове                                         | бра́това                                         | бра́тові                                         |
| си́ній - przymiotnik miękkotematowy  | си́ній - przymiotnik miękkotematowy  | си́ній - przymiotnik miękkotematowy  | си́ній - przymiotnik miękkotematowy  | си́ній - przymiotnik miękkotematowy  | безкра́їй - przymiotnik miękkotematowy (j)       | безкра́їй - przymiotnik miękkotematowy (j)       | безкра́їй - przymiotnik miękkotematowy (j)       | безкра́їй - przymiotnik miękkotematowy (j)       |
| Mianownik                           | си́ній                               | си́нє                                | си́ня                                | си́ні                                | безкра́їй                                        | безкра́є                                         | безкра́я                                         | безкра́ї                                         |
| Dopełniacz                          | си́нього                             | си́нього                             | си́ньої                              | си́ніх                               | безкра́його                                      | безкра́його                                      | безкра́йої                                       | безкра́їх                                        |
| Celownik                            | си́ньому                             | си́ньому                             | си́ній                               | си́нім                               | безкра́йому                                      | безкра́йому                                      | безкра́їй                                        | безкра́їм                                        |
| Biernik                             | си́нього / си́ній                     | си́нє                                | си́ню                                | си́ніх / си́ні                        | безкра́його / безкра́їй                           | безкра́є                                         | безкра́ю                                         | безкра́їх / безкра́ї                              |
| Narzędnik                           | си́нім                               | си́нім                               | си́ньою                              | си́німи                              | безкра́їм                                        | безкра́їм                                        | безкра́йою                                       | безкра́їми                                       |
| Miejscownik                         | си́ньому, си́нім                      | си́ньому, си́нім                      | си́ній                               | си́ніх                               | безкра́йому, безкра́їм                            | безкра́йому, безкра́їм                            | безкра́їй                                        | безкра́їх                                        |
| Wołacz                              | си́ній                               | си́нє                                | си́ня                                | си́ні                                | безкра́їй                                        | безкра́є                                         | безкра́я                                         | безкра́ї                                         |

| блідоли́ций - przymiotnik zakończony na –лиций | блідоли́ций - przymiotnik zakończony na –лиций | блідоли́ций - przymiotnik zakończony na –лиций | блідоли́ций - przymiotnik zakończony na –лиций | блідоли́ций - przymiotnik zakończony na –лиций |
|                                               | r. męski                                      | r. nijaki                                     | r. żeński                                     | l. mnoga                                      |
| --------------------------------------------- | --------------------------------------------- | --------------------------------------------- | --------------------------------------------- | --------------------------------------------- |
| Mianownik                                     | блідолиций                                    | блідолице                                     | блідолиця                                     | блідолиці                                     |
| Dopełniacz                                    | блідолицього                                  | блідолицього                                  | блідолицьої                                   | блідолицих                                    |
| Celownik                                      | блідолицьому                                  | блідолицьому                                  | блідолицій                                    | блідолицим                                    |
| Biernik                                       | блідолицього / блідолиций                     | блідолице                                     | блідолицю                                     | блідолицих / блідолиці                        |
| Narzędnik                                     | блідолицим                                    | блідолицим                                    | блідолицьою                                   | блідолицими                                   |
| Miejscownik                                   | блідолицьому / блідолицім                     | блідолицьому / блідолицім                     | блідолицій                                    | блідолицих                                    |
| Wołacz                                        | блідолиций                                    | блідолице                                     | блідолиця                                     | блідолиці                                     |

Przykładowe zdania z użyciem przymiotników dzierżawczych: Це зя́теві фа́рби. ‘To farby zięcia’ („zięciowe farby”). Це Ю́риєві батаре́йки. ‘To bateryjki Jerzego’.

### Formy krótkie przymiotnika
Formy krótkie przymiotnika występują tylko w formie rodzaju męskiego w mianowniku. Ograniczona jest grupa przymiotników, od których da się utworzyć taką formę. Do najczęściej używanych należy: варт ‘wart’, ви́нен ‘winny, winien’, зго́ден (з) ‘zgodny (z)’, дрі́бен 'drobny', жо́ден ‘żaden’, здоро́в ‘zdrowy, zdrów’, зе́лен ‘zielony’, ко́жен ‘każdy’, ладен, ла́скав, мо́лод ‘młody’, пе́вен ‘pewny, pewien’, по́вен (+ dopełniacz) ‘pełny, pełen’, пови́нен ‘powinien’, потрі́бен (+ celownik), рад (+ celownik), сля́вен, я́сен. Typowo stosowane są one w funkcji orzecznika, np. Я ви́нен тобі́ бага́то гроше́й. ‘Jestem tobie winny dużo pieniędzy’.
Przymiotniki ко́жен i жо́ден mogą być używane jako przydawki. W poezji oraz w tekstach folklorystycznych również inne przymiotniki w swojej krótkiej formie mogą być używane jako przydawki, bez odmiany przez rodzaj, liczbę czy przypadki, np. зе́лен сад-виногра́д ‘zielony ogród’, з його саду, зе́лен саду-винограду ‘z jego ogrodu, zielonego ogrodu’ (Pawło Tyczyna).

### Stopniowanie przymiotników
Od przymiotników jakościowych, które oznaczają właściwości mogące mieć większe lub mniejsze natężenie, można utworzyć stopień wyższy (вищий ступінь) i najwyższy (найвищий ступінь). Przymiotniki relacyjne nie stopniują się. Stopień wyższy wskazuje na wyższy stopień natężenia właściwości danego przedmiotu w porównaniu do innego przedmiotu. Stopień najwyższy może wskazywać na najwyższe natężenie właściwości z jakiejś grupy (superlatyw, np. найтепліший день місяця ‘najcieplejszy dzień miesiąca’) lub bardzo wysokie natężenie właściwości bez porównań (elatyw, np. листя гойдається від найменшого руху повітря ‘liście kołyszą się od najmniejszego ruchu powietrza’).
Stopień wyższy i stopień najwyższy mogą mieć formę prostą (syntetyczną) i złożoną (analityczną). Właściwie każdy przymiotnik można stopniować, tworząc formy proste lub złożone, ale złożone występują częściej z wielosylabowymi przymiotnikami. Stopień wyższy prosty tworzy się przez dodanie do tematu przymiotnika (utworzonego przez odjęcie końcówki fleksyjnej) sufiksu –іш– lub –ш–, np. молоди́й – моло́дший ‘młody – młodszy’, бі́дний – бідні́ший ‘biedny – biedniejszy’, нови́й – нові́ший ‘nowy – nowszy’. Sufiks –ш– dodaje się przeważnie do przymiotników z tematami zakończonymi na –ок–, –ек–,–к– i wówczas one wypadają, np. глибокий – глибший ‘głęboki – głębszy’, коро́ткий – коро́тший ‘krótki – krótszy’, далекий – дальший ‘daleki – dalszy’. W przymiotnikach z tematami z zakończeniami –г–, –з–, –ж– przechodzą one w –жч–, a te z –с– zmieniają się w щ, np. дороги́й – доро́жчий, вузьки́й – ву́жчий, тяжки́й – тя́жчий, високий – вищий. Poza tym można utworzyć formę złożoną, dodając do formy wyjściowej w stopniu równym słowo більш ‘bardziej‘ lub менш ‘mniej‘, np. більш глибокий. Niektóre przymiotniki mogą łączyć się wymiennie z sufiksem –іш– lub –ш–, np. бага́тий – бага́тший lub бага́тіший ‘bogaty – bogatszy’.
Stopień najwyższy tworzy się poprzez dodanie prefiksu най– do formy przymiotnika w stopniu wyższym, np. ближчий – найближчий ‘bliższy – najbliższy’. Formę złożoną tworzy się przy użyciu słów найбільш ‘najbardziej’, найменш ‘najmniej’ dodanych do przymiotników w stopniu równym, np. найбільш глибокий.
Niektóre przymiotniki stopniują się nieregularnie, np. пога́ний – гі́рший – найгі́рший ‘zły – gorszy – najgorszy’, мали́й – ме́нший – найме́нший ‘mały – mniejszy – najmniejszy’, до́брий – кра́щий/лі́пший – найкра́щий/найлі́пший ‘dobry – lepszy – najlepszy’, вели́кий – бі́льший – найбі́льший ‘duży – większy – największy’.
Konstrukcje porównujące z użyciem przymiotników w stopniu wyższym można tworzyć za pomocą spójników ніж (+ mianownik) i як (+ mianownik) oraz przyimków від (+ dopełniacz) i за (+ biernik). Przykłady: Гали́на моло́дша, ніж/як Окса́на. Гали́на моло́дша від Окса́ни. Гали́на моло́дша за Окса́ну. ‘Halina jest młodsza od Oksany / niż Oksana’. Konstrukcje porównujące z użyciem przymiotników w stopniu najwyższym można tworzyć za pomocą przyimków з (+ dopełniacz), се́ред (+ dopełniacz), lub між (+ narzędnik). Przykłady: Цей сад найбі́льший з/се́ред усі́х саді́в. Цей сад найбі́льший між усіма́ сада́ми. ‘Ten sad jest największy ze wszystkich sadów’.

## Przysłówek
Przysłówek (прислівник) jest nieodmienną częścią mowy, która określa cechy czynności, stanu czy też właściwości innej cechy. Może wyrażać właściwości czasownika (гарно співати ‘ładnie śpiewać’), przymiotnika (дуже добра ‘bardzo dobra’), innego przysłówka (неймовірно цікаво ‘niewiarygodnie ciekawie’), a w pewnych przypadkach także rzeczownika (поїздка додому ‘podróż do domu’).
Przysłówki jakościowe można utworzyć od jakościowych przymiotników poprzez dodanie do tematu przymiotnika sufiksu –о lub (rzadziej) –е, np. швидки́й – шви́дко ‘szybki – szybko’, мали́й – ма́ло ‘mały – mało’, пога́ний – пога́но ‘zły – źle’, до́брий – до́бре ‘dobry – dobrze’. Odpowiadają one na pytanie „jak”?.
Poza tym można wyróżnić przysłówki sposobu (np. вголос ‘na głos’), ilości i natężenia (np. дуже ‘bardzo’, трохи ‘trochę’, занадто ‘zbyt’), miejsca (np. далеко ‘daleko‘, униз ‘w dół’, надворі ‘na dworze’), czasu (np. вчора ‘wczoraj’, торік ‘w zeszłym roku’, зранку ‘z rana’, вночі ‘nocą’).
Osobną grupą przysłówków jest ta o charakterze zaimkowym, które podobnie jak zaimki, nie podają miejsca, czasu i sposobu, a wskazują na miejsce, czas bądź sposób. W związku z tym nazywane są czasem „przysłówkami zaimkowymi” (займенникові прислівники). W przeciwieństwie do zaimków, nie zastępują imiennych części mowy, tj. takich, dla których właściwe są kategorie przypadka, rodzaju i liczby. Należą tu takie przysłówki jak: де ‘gdzie’, десь ‘gdzieś’, там ‘tam’, сюди ‘tutaj’, по-своєму ‘po swojemu’, нікуди ‘donikąd’, всюди ‘wszędzie’, коли ‘kiedy’, колись ‘kiedyś’, коли-небудь ‘kiedykolwiek’, де-не-де ‘gdzieniegdzie’, будь-як ‘jak bądź’.
Przysłówek może samodzielnie wyrażać stan w bezosobowych konstrukcjach, np. Тут тепло́. ‘Tutaj jest ciepło’. Osoba, której dotyczy ten stan może być wyrażona w celowniku, np. Мені́ хо́лодно ‘Jest mi zimno’. Мені́ ціка́во. ‘Jestem zaciekawiony’. Formy o charakterze przysłówkowym mogą także tworzyć konstrukcje modalne, np. Можли́во. ‘Jest to możliwe’.

### Stopniowanie przysłówków
Przysłówki wyrażające jakość mogą podobnie jak przymiotniki podlegać stopniowaniu i podobnie jak one mogą mieć formę prostą i złożoną. Formę prostą stopnia wyższego tworzy się przez dodanie do tematu sufiksu –іш– lub –ш– (jak w przypadku przymiotników), a w stopniu najwyższym dodaje się prefiks най–. Zachodzą też te same przemiany w zakończeniach tematów (–г–, –з–, –ж– przechodzi w –жч–, a –с– w щ; –ок–, –ек–,–к– wypada z tematów). W efekcie formy przysłówka w stopniu wyższym i najwyższym mają taką samą formę jak przymiotniki w stopniu wyższym i najwyższym w mianowniku liczby mnogiej rodzaju nijakiego. W przeciwieństwie jednak do przymiotników, przysłówki te pełnią funkcję okolicznika. Przykłady: ти́хо – ти́хше – найти́хше ‘cicho – ciszej – najciszej’; чи́сто – чисті́ше – найчисті́ше ‘czysto – czyściej – najczyściej’. Analogicznie jak w przypadku stopniowania przymiotników tworzone są formy złożone: щасли́во – більш щасли́во – найбі́льш щасли́во ‘szczęśliwie – bardziej szczęśliwie – najbardziej szczęśliwie’.
Konstrukcje porównujące z użyciem przysłówków w stopniu wyższym, podobnie jak w przypadku przymiotników, można tworzyć za pomocą spójników ніж (+ mianownik) i як (+ mianownik) oraz przyimków від (+ dopełniacz) i за (+ biernik). Przykład: Вин співа́є голосні́ше, ниж / як я. Вин співа́є голосні́ше від/за ме́не. ‘On śpiewa głośniej niż ja / ode mnie’. Konstrukcje porównujące z użyciem przymiotników w stopniu najwyższym można tworzyć za pomocą przyimków з (+ dopełniacz), се́ред (+ dopełniacz), lub між (+ narzędnik). Przykład: Він спива́є найголосні́ше з/се́ред усі́х на́ших діте́й. Він співа́є найголосні́ше між усіма́ на́шими ді́тьми. ‘On śpiewa najgłośniej ze wszystkich naszych dzieci’.

## Zaimki
Zaimek (займенник) to część mowy, która wskazuje na przedmioty oraz właściwości i zastępuje te wyrazy, zachowując ich funkcje składniowe. Można wyróżnić zaimki rzeczowne (wskazujące na przedmioty, np. я ‘ja’, хто ‘kto’, ніщо ‘nic’), przymiotne (wskazujące na cechy, np. який ‘jaki’, котрий ‘który’, нічий ‘niczyj’) i liczebne (wskazujące na liczebność, np. скільки ‘ile’, стільки ‘tyle’).
Zaimki można podzielić na następujące kategorie:
- zaimki osobowe (np. ти ‘ty’, він ‘on’)
- zaimek zwrotny (себе)
- zaimki dzierżawcze (np. мій ‘mój’)
- pytajne (np. що ‘co’, чий ‘czyj’, котрий ‘który’)
- względne (te same co pytajne, ale nietworzące pytania, np. w zdaniu: Хлопці сказали, яку книжку хочуть купити. ‘Chłopcy powiedzieli, jaką książkę chcą kupić.’)
- przeczące (np. ніхто ‘nikt’, нічий ‘niczyj’)
- wskazujące (np. цей ‘ten’, той ‘tamten’, такий ‘taki’)
- upowszechniające (określone – означальні, np. весь ‘cały’, кожний ‘każdy’)
- nieokreślone (np. щось ‘coś’, казна-хто ‘nie wiadomo kto’, де́що ‘cokolwiek’)[103].

### Zaimki osobowe
Na ogół zaimków osobowych w mianowniku w połączeniu z czasownikami nie pomija się, nawet jeśli same końcówki czasowników mogą ukazywać wykonawcę czynności, podczas gdy w języku polskim zwykle się je opuszcza. Użycie tych zaimków jest szczególnie istotne (choć również i tu nie jest obowiązkowe), gdy czasownik jest użyty w czasie przeszłym, trybie przypuszczającym i stronie biernej. W mowie potocznej opuszczanie zaimka osobowego w mianowniku występuje stosunkowo częściej.
W 3. osobie liczby mnogiej w polszczyźnie występuje męskoosobowa forma oni i niemęskoosobowa forma one. W języku ukraińskim występuje tylko jedna forma вони. Stąd zdania: Oni tam byli oraz One tam były w języku ukraińskim brzmią tak samo: Вони там були.
Zaimek ви ‘wy’ może odnosić się również do pojedynczej osoby w ramach formy grzecznościowej, jednak forma czasownika jest w połączeniu z nim zawsze w liczbie mnogiej.
Kiedy zaimki osobowe występują z przyimkiem, to w bierniku i dopełniaczu liczby pojedynczej następuje przesunięcie akcentu z końcowej pozycji: мене́ – до ме́не, тебе́ – у те́бе. W przyimkach 3. os. w dopełniaczu i bierniku występuje cząstka н–, kiedy połączone są z przyimkiem, a w narzędniku i miejscowniku występuje ona stale.
Zaimek zwrotny себе, podobnie jak polski odpowiednik siebie nie ma formy mianownika i nie odmienia się przez liczbę i rodzaj. Przykład: За́втра ми пове́рнемося до се́бе. ‘Jutro wrócimy do siebie’. Relację wzajemności można wyrazić poprzez odpowiednią formę zwrotu оди́н о́дного, np. Ми позмовля́ли оди́н про о́дного. ‘Rozmawialiśmy o sobie (nawzajem)’. Щове́чора вони́ телефону́ють одна́ до о́дної. ‘Każdego wieczoru telefonują do siebie (jedna do drugiej)’.
Zaimek osobowy w liczbie mnogiej może być użyty w konstrukcji z przyimkiem з + formą rzeczownika lub innego zaimka w narzędniku, np. ми з бра́том ‘ja i brat’.
|             | ja           | ty           | on            | ono           | ona       | my   | wy   | oni       | siebie       |
| ----------- | ------------ | ------------ | ------------- | ------------- | --------- | ---- | ---- | --------- | ------------ |
| Mianownik   | я            | ти           | він           | воно́          | вона́      | ми   | ви   | вони      |              |
| Dopełniacz  | мене́ до ме́не | тeбе́ до те́бе | його́ до ньо́го | його́ до ньо́го | її́ до не́ї | нас  | вас  | їх до них | себе́ до се́бе |
| Celownik    | мені́         | тобі́         | йому́          | йому́          | їй        | нам  | вам  | їм        | собі́         |
| Biernik     | мене́ на ме́не | тебе́ на те́бе | його́ на ньо́го | його́ на ньо́го | її́ на не́ї | нас  | вас  | їх на них | себе́ на се́бе |
| Narzędnik   | мною         | тобою        | ним           | ним           | нею       | на́ми | ва́ми | ни́ми      | собо́ю        |
| Miejscownik | мені́         | тобі́         | ньо́му / нім   | ньо́му / нім   | ній       | наc  | вас  | них       | собі́         |

### Zaimki dzierżawcze
| przymiotnik dzierżawczy мій | przymiotnik dzierżawczy мій | przymiotnik dzierżawczy мій | przymiotnik dzierżawczy мій | przymiotnik dzierżawczy мій | przymiotnik dzierżawczy наш | przymiotnik dzierżawczy наш | przymiotnik dzierżawczy наш | przymiotnik dzierżawczy наш |
|                             | r. męski                    | r. nijaki                   | r. żeński                   | l. mnoga                    | r. męski                    | r. nijaki                   | r. żeński                   | l. mnoga                    |
| --------------------------- | --------------------------- | --------------------------- | --------------------------- | --------------------------- | --------------------------- | --------------------------- | --------------------------- | --------------------------- |
| Mianownik                   | мій                         | моє́                         | моя́                         | мої́                         | наш                         | на́ше                        | на́ша                        | на́ші                        |
| Dopełniacz                  | могó                        | могó                        | моє́ї                        | мої́х                        | на́шого                      | на́шого                      | на́шої                       | на́ших                       |
| Celownik                    | моє́му                       | моє́му                       | мої́й                        | мої́м                        | на́шому                      | на́шому                      | на́шій                       | на́шим                       |
| Biernik                     | мій / могó                  | моє́ / могó                  | мою́                         | мої́ / мої́х                  | наш / на́шого                | на́ше / на́шого               | на́шу                        | на́ші / на́ших                |
| Narzędnik                   | мої́м                        | мої́м                        | моє́ю                        | мої́ми                       | на́шим                       | на́шим                       | на́шою                       | на́шими                      |
| Miejscownik                 | моє́му / мої́й                | моє́му / мої́й                | мої́й                        | мої́х                        | на́шому                      | на́шому                      | на́шій                       | на́ших                       |

Tak jak мій ‘mój’ odmienia się твій ‘twój’, свій ‘swój’, a ваш ‘was’ odmienia się jak наш ‘nasz’. Zaimki dzierżawcze 3. os. liczby pojedynczej nie odmieniają się: його́ ‘jego’, її́ ‘jej’, їх ‘ich’. Istnieje poza tym forma ї́хній ‘ich’ (przypominająca potoczne polskie „ichni”) odmieniająca się jak przymiotnik o miękkim temacie.

### Zaimki pytajne i względne
| чий         | чий                   | чий                   | чий       | чий        | хто        | що         |
|             | r. męski              | r. nijaki             | r. żeński | l. mnoga   | хто        | що         |
| ----------- | --------------------- | --------------------- | --------- | ---------- | ---------- | ---------- |
| Mianownik   | чий                   | чиє́                   | чия́       | чиї́        | хто        | що         |
| Dopełniacz  | чийо́го                | чийо́го                | чиє́ї      | чиї́х       | кого́       | чого́       |
| Celownik    | чийо́му / чиє́му        | чийо́му / чиє́му        | чиї́й      | чиї́м       | кому́       | чому́       |
| Biernik     | чий / чийо́го          | чиє                   | чию́       | чиї́ / чиї́х | кого́       | що         |
| Narzędnik   | чиї́м                  | чиї́м                  | чиє́ю      | чиї́ми      | ким        | чим        |
| Miejscownik | чийо́му / чиє́му / чиї́м | чийо́му / чиє́му / чиї́м | чиї́й      | чиї́х       | ко́му / кім | чо́му / чім |

Jako zaimki względne wprowadzające zdanie podrzędne stosowane są zaimki: яки́й, котри́й, чий, хто, що. Zaimek яки́й jest najczęściej używanym zaimkiem względnym i oznacza nie tylko ‘jaki’ (w odniesieniu do cechy), ale również ‘który’ (także w odniesieniu do osoby czy przedmiotu). Zaimek котри́й ‘który’ ma ograniczone zastosowanie do identyfikowania jakiegoś specyficznego przedmiotu spośród innych w grupie. Przykłady: Там сиди́ть ді́вчина, яка́ ме́шкає в Оде́сі. ‘Tam siedzi dziewczyna, która mieszka w Odessie’. Я хоті́в би зна́ти, о котрі́й (годи́ні) вони́ бу́дуть у Ки́єві. ‘Chciałbym wiedzieć, o której (godzinie) będą w Kijowie’. Вони́ зна́ють, хто ви́нен. ‘Oni wiedzą, kto jest winien’. Чи ти пам'ята́єш, що було́ в гаманці? ‘Czy pamiętasz, co było w portfelu?’.
Zaimek що może być używany także w odniesieniu do ludzi, np. Я не зна́ю люди́ни, що їй я дав кни́жку. ‘Nie znam osoby, której dałem książkę‘. Po przyimkach zaimek ten często przybiera formę ві́що, np. По ві́що він пішо́в туди́? ‘Po co on tam poszedł?’ Mogą się też one nawet zlać w jeden wyraz jak w наві́що ‘dlaczego’.
Przykłady z zaimkami pytajnymi: Які́ череви́ки вона́ ма́є? ‘Jakie ona ma buty?’ Котрі́ череви́ки вона́ но́сить, бі́лі, кори́чневі, чи чо́рні? ‘Które buty ona nosi – białe, brązowe czy czarne?’. Porównanie użycia zaimka чий jako zaimka pytajnego i względnego: Чия́ це кімна́та? ‘Czyj to pokój?’ Я спита́в його́, чия́ це кімна́та. ‘Spytałem go, czyj to pokój’.

### Inne zaimki
| Odmiana zaimka wskazującego цей | Odmiana zaimka wskazującego цей | Odmiana zaimka wskazującego цей | Odmiana zaimka wskazującego цей | Odmiana zaimka wskazującego цей | Odmiana zaimka wskazującego той | Odmiana zaimka wskazującego той | Odmiana zaimka wskazującego той | Odmiana zaimka wskazującego той |
|                                 | r. męski                        | r. nijaki                       | r. żeński                       | l. mnoga                        | r. męski                        | r. nijaki                       | r. żeński                       | l. mnoga                        |
| ------------------------------- | ------------------------------- | ------------------------------- | ------------------------------- | ------------------------------- | ------------------------------- | ------------------------------- | ------------------------------- | ------------------------------- |
| Mianownik                       | цей                             | це                              | ця                              | ці                              | той                             | те                              | та                              | ті                              |
| Dopełniacz                      | цього́                           | цього́                           | ціє́ї                            | цих                             | того́                            | того́                            | тіє́ї (то́ї)                      | тих                             |
| Celownik                        | цьому́                           | цьому́                           | цій                             | цим                             | тому́                            | тому́                            | тій                             | тим                             |
| Biernik                         | цей / цього́                     | це                              | цю                              | ці / цих                        | той / того́                      | те                              | ту                              | ті / тих                        |
| Narzędnik                       | цим                             | цим                             | ціє́ю                            | ци́ми                            | тим                             | тим                             | тіє́ю (то́ю)                      | ти́ми                            |
| Miejscownik                     | цьо́му / цім                     | цьому / цім                     | цій                             | цих                             | то́му / тім                      | то́му / тім                      | тій                             | тих                             |

Przykład: Хто зна́є цих дівча́т? Ми зна́ємо і цю, і ту. ‘Kto zna te dziewczyny? Znamy i tę, i tamtą’.
Przesunięcie akcentu z końcowej pozycji przy połączeniu z przyimkami dotyczy także innych form zaimkowych niż zaimki osobowe jak: бі́ля ко́го (ко́гось), від то́го, від чо́го (чо́гось), у цьо́го, з усьо́го, на то́му, при цьо́му, в чо́му (чо́мусь), в усьо́му. Jeśli jednak w wyrażeniu przyimkowym nie występuje sam zaimek, to przesunięcie nie występuje, np. до його́ ха́ти, до її́ до́му.
Zaimki ко́жен (ко́жний), вся́кий, всіля́кий, сами́й, са́мий (сами́й хліб ‘sam chleb’, ale: той са́мий ‘ten sam’), сам (сама́, самі́) odmieniają się jak przymiotniki grupy twardej.
| Odmiana zaimka весь | Odmiana zaimka весь | Odmiana zaimka весь | Odmiana zaimka весь | Odmiana zaimka весь | Odmiana zaimka стільки |
|                     | r. męski            | r. nijaki           | r. żeński           | l. mnoga            | Odmiana zaimka стільки |
| ------------------- | ------------------- | ------------------- | ------------------- | ------------------- | ---------------------- |
| Mianownik           | весь                | все                 | вся                 | всі                 | скільки                |
| Dopełniacz          | всього́              | всього́              | всіє́ї               | всіх                | скількох               |
| Celownik            | всьому́              | всьому́              | всій                | всім                | скільком               |
| Biernik             | весь / всього́       | все                 | всю                 | всі / всіх          | скільки / скількох     |
| Narzędnik           | всім                | всім                | всіє́ю               | всіма́               | скількома              |
| Miejscownik         | всьо́му / всім       | всьо́му / всім       | всій                | всіх                | скількох               |

Przykład: Він з’їв усе́ моро́зиво. ‘Zjadł całego loda’.
Zaimki nieokreślone i przeczące tworzone są na bazie zaimków pytajno-względnych, do których dodane są odpowiednie formanty. Do takich formantów występujących w pozycji przed zaimkiem należy: –сь, –будь, –небудь, a te występujące po zaimku to: де–, аби–, ні–, будь–, казна–, чтозна–. Niektóre z tak utworzonych zaimków rozdzielają się, gdy łączą się z przyimkiem, który to zajmuje pozycję środkową. W przypadku де́хто, де́що przyimek może znajdować się pomiędzy elementami zaimka lub przed nim.
| Mianownik   | ніхто́       | ніхто́      | ніщо́       | ніщо́             | де́хто                  | де́що                 |
| Dopełniacz  | ні до ко́го  | ніко́го     | ні до чо́го | нічо́го           | де до ко́го до де́кого   | де до чо́го до де́чого |
| Celownik    |             | ніко́му     |            | нічо́му           |                        |                      |
| Biernik     | ні про ко́го | ніко́го     | ні про що  | нічо́го           | де про ко́го про де́кого | де про що про де́що   |
| Narzędnik   | ні з ким    | ніки́м      | ні з чим   | нічи́м            | де з ким з де́ким       | де з чим з де́чим     |
| Miejscownik | ні на ко́му  | ні на ко́му | ні на чо́му | ні на чо́му (чім) | де на ко́му на де́кому   | де на чо́му на де́чому |

Przykład: Я ніко́ли ні про ко́го не говорю́. ‘Nigdy o nikim nie rozmawiam’. Я ніко́му не дам ві́дповіді. ‘Nikomu nie dam odpowiedzi’. Я нічо́го не сказа́в у ві́дповідь. ‘Niczego/Nic nie powiedziałem w odpowiedzi’.
Te zaimki przeczące mogą także występować w wersji z akcentowanym prefiksem ні́ – ні́кого, ні́чого, które mają znaczenie odpowiednio ‘nie ma kogo’, ‘nie ma czego’ i mają takie samo znaczenie jak konstrukcje typu нема́(є) кого́. Przykłady: Ні́ з ким працюва́ти. ‘Nie ma z kim pracować’. Ні́ за що купи́ти хлі́ба. ‘Nie ma za co kupić chleba’. Analogicznie obok form ніде́ ‘nigdzie’, ніку́ди ‘donikąd’, ніко́ли ‘nigdy’ występują formy ні́де ‘nie ma gdzie’, ні́куди ‘nie ma dokąd’, ні́коли ‘nie ma kiedy’, ні́як ‘nie ma jak’, np. Мені́ ні́коли. ‘Nie mam kiedy’ (nie mam czasu). Їм ні́як поверну́тися. ‘Nie mają jak wrócić’.
Bezosobową konstrukcję нема́(є) кого́ można przekształcić w formę osobową, np. Я не ма́ю коли́ наїстися. ‘Nie mam kiedy się najeść’.

## Liczebniki
Liczebniki wyrażają liczbę, liczebność lub kolejne miejsce w pewnym zbiorze. Można wyróżnić liczebniki główne (np. один ‘jeden’, сто ‘sto’), zbiorowe (шестеро ‘sześcioro’, обоє ‘oboje’), ułamkowe (три четвертих ‘trzy czwarte’, півтора ‘półtora’) i porządkowe (перший ‘pierwszy’, сотий ‘setny’). Liczebniki odmieniają się przez przypadki, natomiast kategoria rodzaju i liczby (poza liczebnikami porządkowymi) jest ograniczona.

### Liczebniki główne
Liczebnik оди́н, podobnie jak polski „jeden“ odmienia się w największym stopniu, tj. przez przypadki, rodzaj i liczbę. Wykazuje odmianę jak zaimek той. Liczebnik „dwa” ma w mianowniku i bierniku (w odniesieniu do rzeczowników nieżywotnych, który pokrywa się z mianownikiem) formę два ‘dwa’ w rodzaju męskim i nijakim, a dla rodzaju funkcjonuje forma дві ‘dwie’. W pozostałych formach nie ma rózróżnienia względem rodzaju. Tak jak п’ять ‘pięć’ odmieniają się liczebniki z zakresu 9–20 oraz dziesiątki: 30, 40, 50, 60, 70, 80. Podobnie odmieniają się też liczebniki 6, 7, 8, choć tam zachodzą pewne zmiany fonetyczne w temacie. Liczebniki 40, 90 i 100 we wszystkich przypadkach zależnych kończą się na –а, np. со́рок – сорока́.
Porównaj użycie liczebnika оди́н w zwrocie wyrażającym wzajemność: Вони́ помага́ють одне́ о́дному. ‘Oni pomagają sobie wzajemnie’. Użyta forma одне́ о́дному wskazuje, że chodzi o mężczyznę i kobietę. Porównaj: Вони́ ба́чать одні́ о́дних. Oni się widzą (o dwóch grupach ludzi). Вони́ чека́ють оди́н на о́дного. ‘Oni czekają na siebie’ (o dwóch mężczyznach). Вони́ зна́ють одна́ о́дну. ‘One się znają’ (o dwóch kobietach).
| Odmiana liczebnika оди́н | Odmiana liczebnika оди́н | Odmiana liczebnika оди́н | Odmiana liczebnika оди́н | Odmiana liczebnika оди́н | два                | два        | три         | чоти́ри            |
|                         | r. męski                | r. nijaki               | r. żeński               | l. mnoga                | r. męski r. nijaki | r. żeński  | три         | чоти́ри            |
| ----------------------- | ----------------------- | ----------------------- | ----------------------- | ----------------------- | ------------------ | ---------- | ----------- | ----------------- |
| Mianownik               | оди́н                    | одне́ (одно́)             | одна́                    | одні́                    | два                | дві        | три         | чоти́ри            |
| Dopełniacz              | одного́                  | одного́                  | одніє́ї (одно́ї)          | одни́х                   | двох               | двох       | трьох       | чотирьо́х          |
| Celownik                | одному́                  | одному́                  | одні́й                   | одни́м                   | двом               | двом       | трьом       | чотирьо́м          |
| Biernik                 | оди́н / одного́           | одне́ (одно́)             | одну́                    | одні́ / одни́х            | два / двох         | дві / двох | три / трьох | чоти́ри / чотирьо́х |
| Narzędnik               | одни́м                   | одни́м                   | одніє́ю (одно́ю)          | одни́ми                  | двома́              | двома́      | трьома́      | чотирма́           |
| Miejscownik             | одному́ (одні́м)          | одному́ (одні́м)          | одні́й                   | одни́х                   | двох               | двох       | трьох       | чотирьо́х          |

|             | 5                  | 6                  | 40     | 50                           | 200        | 500                          |
| ----------- | ------------------ | ------------------ | ------ | ---------------------------- | ---------- | ---------------------------- |
| Mianownik   | п'ять              | шість              | со́рок  | п'ятдеся́т                    | дві́сті     | п'ятсо́т                      |
| Dopełniacz  | п'яти́ / п'ятьо́х    | шести́ / шістьо́х    | сорока́ | п'ятдесяти́ / п'ятдесятьо́х    | двохсо́т    | п'ятисо́т                     |
| Celownik    | п'яти́ / п'ятьо́м    | шести́ / шістьо́м    | сорока́ | п'ятдесяти́ / п'ятдесятьо́м    | двомста́м   | п'ятиста́м                    |
| Biernik     | п'ять / п'ятьо́х    | шість / шістьо́х    | со́рок  | п'ятдеся́т / п'ятдесятьо́х     | дві́сті     | п'ятсо́т                      |
| Narzędnik   | п'ятьма́ / п'ятьома́ | шістьма́ / шістьома́ | сорока́ | п'ятдесятьма́ / п'ятдесятьома́ | двомаста́ми | п'ятьмаста́ми / п'ятьомаста́ми |
| Miejscownik | п'яти́ / п'ятьо́х    | шести́ / шістьо́х    | сорока́ | п'ятдесяти́ / п'ятдесятьо́х    | двохста́х   | п'ятиста́х                    |

Liczebnik 1 zachowuje się jak przymiotnik. Liczebniki 2, 3, 4 łączą się z rzeczownikami w liczbie mnogiej. Jeśli przykładowo są w mianowniku, to i rzeczownik używany jest w mianowniku. Jeżeli stosowany jest biernik, to biernikowa forma zarówno liczebnika, jak i rzeczownika jest równa mianownikowi, kiedy rzeczownik ten jest nieżywotny. Równa jest natomiast dopełniaczowi, jeśli rzeczownik jest żywotny. Przykład: Я ба́чу чоти́ри крісла, двох жінок і трьох чоловіків у кімнаті. ‘Widzę cztery krzesła, dwie kobiety i trzech mężczyzn w pokoju. Po liczebnikach z zakresu 5–20 oraz po dziesiątkach, setkach, tysiącu oraz po liczebnikach złożonych zakończonych na 5, 6, 7, 8, 9 występują rzeczowniki w dopełniaczu liczby mnogiej, np. ти́сяча до́лярів ‘tysiąc dolarów’, шість олівці́в ‘sześć ołówków’. Liczebniki тисяча, мільйон, мільярд odmieniają się jak rzeczowniki, mogą tworzyć liczbę mnogą, np. тисячі студентів ‘tysiące studentów’, мільйони туристів ‘miliony turystów’.
W liczebnikach złożonych o właściwościach składniowych decyduje ostatni element. Stąd: два́дцять оди́н крок ‘dwadzieścia jeden kroków’, два́дцять два кро́ки ‘dwadzieścia dwa kroki’, два́дцять п’ять кро́ків ‘dwadzieścia pięć kroków’. Odmianie podlegają jednak wszystkie składowe elementy liczebnika głównego, np. тридцяти восьми ‘trzydziestu ośmiu’. Z kolei w złożonych liczebnikach porządkowych odmienia się tylko ostatni element, np. двадцять сьома ‘dwudziesta siódma’, у ти́сяча сімсо́т вісімдесят дев’я́тому році ‘w tysiąc siedemset osiemdziesiątym dziewiątym roku’.

### Liczebniki zbiorowe
Liczebników zbiorowych w zakresie od дво́є ‘dwoje’ do ‘че́тверо’ używa się w języku ukraińskim dość powszechnie, a w pewnego stopnia także do де́сятеро ‘dziesięcioro’. Stosowane są w odniesieniu do grupy ludzi czy zwierząt. Rzeczownik w połączeniu z nimi jest w formie dopełniacza liczby mnogiej, jeśli liczebnik ten użyty jest w mianowniku. Przykłady: Нас було́ че́тверо. ‘Było nas czworo/czterech’. Двоє братів ‘dwóch braci’; троє бобрів ‘trzy bobry’. W konstrukcjach z rzeczownikiem bardzo częste jest jednak użycie liczebników głównych – два брати ‘dwóch braci’.
Poza tym liczebniki zbiorowe są stosowane przy rzeczownikach mających wyłącznie liczbę mnogą (pluralia tantum) i występujących jako pary, np. дво́є двере́й ‘dwoje drzwi’, дво́є но́жиць ‘dwie pary nożyczek’, че́тверо діте́й ‘czworo dzieci’. W zakresie liczb powyżej 20 liczebników zbiorowych w języku ukraińskim nie stosuje się wcale (prócz jeszcze formy dla liczebnika 30). W razue potrzeby można wówczas użyć konstrukcji ze słowami takimi jak шту́ка ‘sztuka’ czy па́ра ‘para’.
| Mianownik   | дво́є        | тро́є         | п'я́теро           |
| Dopełniacz  | двох        | трьох        | п'ятьо́х           |
| Celownik    | двом        | трьом        | п'ятьо́м           |
| Biernik     | дво́є / двох | тро́є / трьох | п'я́теро / п'ятьо́х |
| Narzędnik   | двома́       | трьома́       | п'ятьма́           |
| Miejscownik | двох        | трьох        | п'ятьо́х           |

Liczebnik оби́два ‘obydwa’ stosowany jest w odniesieniu do dwóch rzeczowników rodzaju męskiego, liczebnik оби́дві ‘obydwie’ – do rzeczowników rodzaju żeńskiego, a обо́є ‘obie’ – do rzeczowników, z których jeden jest rodzaju męskiego, a drugi żeńskiego. Liczebniki оби́два i оби́дві używane są jednak tylko w mianowniku dla rzeczowników żywotnych oraz w mianowniku i bierniku dla rzeczowników nieżywotnych. W pozostałych przypadkach używa się обо́є. Przykłady: Оби́два студе́нти / Оби́дві студе́нтки вча́ться. ‘Obie/Obydwie studentki // Obaj/Obydwaj studenci uczą się’. Ми ба́чили обо́х студе́нтів / студе́нток. ‘Widzieliśmy obie/obydwie studentki // obu/obydwu studentów’. Він купи́в оби́дві кни́жки. ‘Kupił obie/obydwie książki’. З обома́ брата́ми ‘z oboma/obydwoma braćmi’.
|             | r. męski         | r. żeński        | zbiorowy       |
| ----------- | ---------------- | ---------------- | -------------- |
| Mianownik   | обидва           | обидви           | обоє           |
| Dopełniacz  | обох             | обох             | обох           |
| Celownik    | обом             | обом             | обом           |
| Biernik     | обидва (nieżyw.) | обидви (nieżyw.) | обоє (nieżyw.) |
| Biernik     | обох (żyw.)      | обох (żyw.)      | обох (żyw.)    |
| Narzędnik   | обома́            | обома́            | обома́          |
| Miejscownik | обох             | обох             | обох           |

### Inne liczebniki
Liczebniki porządkowe zachowują się i deklinują się jak przymiotniki. Są zgodne z rzeczownikiem pod względem przypadka, liczby i rodzaju. Odmieniają się jak przymiotniki grupy twardej prócz liczebnika третій ‘trzeci’ odmieniającego się jak przymiotnik grupy miękkiej. Przykład przy wskazywaniu godziny: Де́сят на шо́сту / по п'я́тій. ‘(Jest) dziesięć po piątej’.
Liczebnik півтора ‘półtora’ jest nieodmmienny i ma żeńską formę півтори, np. півтора яблука ‘półtora jabłka’, півтори години ‘półtorej godziny’. Istnieje jeszcze forma півтораста ‘sto pięćdziesiąt’.

## Czasownik
Czasownik jest częścią mowy wyrażającą czynność lub stan. Dotyczą go takie kategorie gramatyczne jak osoba, liczba, czas, aspekt, strona czy tryb. Jego formy można podzielić na osobowe (odmieniające się przez osoby) i nieosobowe, do których należą bezokoliczniki, deklinujące się imiesłowy przymiotnikowe i imiesłowy przysłówkowe.

### Aspekt
Praktycznie każdy czasownik tworzy parę z innym czasownikiem, w której jednego z nich cechuje aspekt dokonany, a drugiego – niedokonany, np. писати – написати ‘pisać – napisać’, він читав – він прочитав ‘czytał – przeczytał’. Pewną drobną różnicą w zastosowaniu aspektu między językiem polskim a ukraińskim jest sytuacja potwierdzenia, że jakaś sytuacja miała miejsce w przeszłości, że się czegoś doświadczyło, bez odwoływania się do konkretnych okoliczności. W języku ukraińskim, podobnie jak w innych językach wschodniosłowiańskich, możliwe jest użycie wówczas czasownika niedokonanego, np. Ти коли-небудь спотикався на вулиці? Potknąłeś się kiedykolwiek na ulicy?.
W porównaniu do innych języków wschodniosłowiańskich w języku ukraińskim można utworzyć wiele par rzeczowników odczasownikowych, w których jeden pochodzi od czasownika dokonanego, a drugi od niedokonanego, np. підкреслення – підкреслювання, ‘podkreślenie – podkreślanie’, роззброєння – роззброювання ‘rozbrojenie – rozbrajanie’. Jednak użycie rzeczowników pochodzących od dokonanych czasowników jest akceptowalne w kontekstach, gdzie logicznie powinny być użyte te pochodzące od niedokonanych (tzn. niedokonany czasownik musiałby być użyty, gdyby zdanie zostało przeformułowane z użyciem czasownika osobowego). Przykład: Написання твору триває уже понад дві години. ‘Pisanie utworu trwa już ponad dwie godziny’.
Niektóre czasowniki ukraińskie mogą mieć tylko jedną formę, która jest dokonana lub niedokonana, np. емігрувати ‘emigrować, wyemigrować’, інвестувати ‘inwestować, zainwestować’.
W niektórych parach czasowniki różnią się tylko akcentem, np. посипа́ти – поси́пати (posypywać – posypać), відклика́ти – відкли́кати ‘odwoływać – odwołać’.

### Czas teraźniejszy i koniugacje
Wyróżnia się trzy czasy: teraźniejszy (теперішній час), przeszły (минулий час) i przyszły (майбутній час). Czas teraźniejszy tworzą czasowniki niedokonane z odpowiednimi końcówkami fleksyjnymi dla poszczególnych osób, np. пишу ‘piszę’, читаю 'czytam'. Można wyróżnić dwa główne wzorce odmian czasowników – dwie koniugacje. Czasowniki koniugacji I mają końcówki odpowiednio: у (-ю), -еш (-єш), -е (-є), -емо (-ємо), -ете (-єте), -уть (-ють), a w koniugacji II: -у (-ю), -иш (-їш), -ить (-їть), -имо (-їмо), -ите (-їте), -ать (-ять). Forma bezokolicznika może sugerować przynależność czasownika do danej koniugacji, ale niektóre zakończenia tematu czasownika mogą być właściwe dla jednej i drugiej.
W I koniugacji spółgłoski z tematów г, к, przechodzą w odpowiednio ж, ч we wszystkich osobach i liczbach (могти́ – мо́жу ‘móc – mogę’, текти́ – течу́ ‘ciec – cieknę’, пла́кати – пла́чу ‘płakać – płaczę’). Spółgłoska з przechodzi w ж, a с – w ш (казати – кажу ‘mówić – mówię’, писати – пишу). Spółgłoska с może wymieniać się też na д lub т (класти – кладу ‘kłaść – kładę’, мести – мету ‘zamiatać – zamiatam), ск i ст – na щ (полоска́ти – полощу́, свисті́ти – свищу́), т na ч (хоті́ти – хо́чу ‘chcieć – chcę’), п na пл (си́пати – си́плю).
Sufiks z bezokolicznika –ва–, jeśli poprzedzony jest samogłoską (jak –авати, –увати, –ювати), wypada w odmianie, np. працюва́ти – працю́ю (pracować – pracuję).
| Osoba          | Końcówki    | нести́ nieść | писа́ти pisać | чита́ти czytać | розумі́ти rozumieć | пи́ти pić | ли́ти lać | пекти́ piec | іти́ iść | ме́рти umierać | те́рти trzeć | устава́ти wstawać |
| -------------- | ----------- | ----------- | ------------ | ------------- | ----------------- | -------- | -------- | ---------- | ------- | ------------- | ----------- | ---------------- |
| 1. os. l. poj. | -у (-ю)     | несу́        | пишу́         | чита́ю         | розумі́ю           | п'ю      | ллю      | печу́       | іду́     | мру           | тру         | устаю́            |
| 2. os. l. poj. | -еш (-єш)   | несе́ш       | пи́шеш        | чита́єш        | розумі́єш          | п'єш     | ллєш     | пече́ш      | іде́ш    | мреш          | треш        | устає́ш           |
| 3. os. l. poj. | -е (-є)     | несе́        | пи́ше         | чита́є         | розумі́є           | п'є      | ллє      | пече́       | іде́     | мре           | тре         | устає́            |
| 1. os. l. mn.  | -емо (-ємо) | несемо́      | пи́шемо       | чита́ємо       | розумі́ємо         | п'ємо́    | ллємо́    | печемо́     | ідемо́   | мремо́         | тремо́       | устаємо́          |
| 2. os. l. mn.  | -ете (-єте) | несе́те      | пи́шете       | чита́єте       | розумі́єте         | п'єте́    | ллєте́    | печете́     | ідете́   | мрете́         | трете́       | устаєте́          |
| 3. os. l. mn.  | -уть (-ють) | несу́ть      | пи́шуть       | чита́ть        | розумі́ють         | п'ють    | ллють    | печу́ть     | іду́ть   | мруть         | труть       | устаю́ть          |

Czasowniki zwrotne są tworzone przez dodanie sufiksu –ся. W 3. os. l. poj. przed –ся pojawia się –ть–. Jeśli cząstka zwrotna –ся jest przyłączana do czasownika kończącego się na samogłoskę, to może ulec ściągnięciu do formy –сь, np. одяга́тися = одяга́тись, одяга́ємося = одяга́ємось, одяга́єтеся = одяга́єтесь.
| Osoba          | ми́ти myć | ми́тися myć się | смія́тися śmiać się |
| -------------- | -------- | -------------- | ------------------ |
| 1. os. l. poj. | ми́ю      | ми́юся          | смію́ся             |
| 2. os. l. poj. | ми́єш     | ми́єшся         | сміє́шся            |
| 3. os. l. poj. | ми́є      | ми́ється        | сміє́ться           |
| 1. os. l. mn.  | ми́ємо    | ми́ємося        | сміємо́ся           |
| 2. os. l. mn.  | ми́єте    | ми́єтеся        | смієте́ся           |
| 3. os. l. mn.  | ми́ють    | ми́ють          | смію́ться           |

W koniugacji II w 1 os. liczby pojedyczej następują wymiany końcowych spółgłosek w temacie: т → ч, с → ш, ст → щ, з → ж, д → дж, зд → ждж. Po końcowych spółgłoskach wargowych п, б, в, м z tematu dodaje się л w 1 os. liczby pojedynczej i 3. os. liczby mnogiej.
| Osoba          | Końcówki    | ба́чити widzieć | говори́ти mówić | дзвони́ти dzwonić | стоя́ти stać | пали́ти palić | ї́здити jeździć | люби́ти kochać | топи́ти topić |
| -------------- | ----------- | -------------- | -------------- | ---------------- | ----------- | ------------ | -------------- | ------------- | ------------ |
| 1. os. l. poj. | -у (-ю)     | ба́чу           | говорю́         | дзвоню́           | стою́        | палю́         | ї́жджу          | люблю́         | топлю́        |
| 2. os. l. poj. | -иш (-їш)   | ба́чиш          | гово́риш        | дзво́ниш          | стої́ш       | па́лиш        | ї́здиш          | лю́биш         | то́пиш        |
| 3. os. l. poj. | -ить (-їть) | ба́чить         | гово́рить       | дзво́нить         | стої́ть      | па́лить       | ї́здить         | лю́бить        | то́пить       |
| 1. os. l. mn.  | -имо (-їмо) | ба́чимо         | гово́римо       | дзво́нимо         | стоїмо́      | па́лимо       | ї́здимо         | лю́бимо        | то́пимо       |
| 2. os. l. mn.  | -ите (-їте) | ба́чите         | гово́рите       | дзво́ните         | стоїте́      | па́лите       | ї́здите         | лю́бите        | то́пите       |
| 3. os. l. mn.  | -ать (-ять) | ба́чать         | гово́рять       | дзво́нять         | стоя́ть      | па́лять       | ї́здять         | лю́блять       | то́плять      |

| Osoba          | ї́сти jeść | да́ти dać | відпові́сти́ odpowiedzieć | ї́хати jechać |
| -------------- | --------- | -------- | ----------------------- | ------------ |
| 1. os. l. poj. | їм        | дам      | відпові́м                | ї́ду          |
| 2. os. l. poj. | їси́       | даси́     | відповіси́               | ї́деш         |
| 3. os. l. poj. | їсть      | дасть    | відпові́сть              | ї́де          |
| 1. os. l. mn.  | їмо́       | дамо́     | відповімо́               | ї́демо        |
| 2. os. l. mn.  | їсте́      | дасте́    | відповісте́              | ї́дете        |
| 3. os. l. mn.  | їдя́ть     | даду́ть   | відповідя́ть             | ї́дуть        |

### Czas przyszły
W taki sam sposób jak czasowniki niedokonane odmieniają się czasowniki dokonane, które, podobnie jak w języku polskim, tworzą w ten sposób czas przyszły prosty (dokonany), np. напишу ‘napiszę’, зроблю ‘zrobię’. Czas przyszły od czasowników niedokonanych może być utworzony w języku ukraińskim na dwa sposoby. Forma złożona (analityczna) tworzy się przez połączenie czasownika бу́ти ‘być’ w odpowiedniej formie czasu przyszłego oraz bezokolicznika niedokonanego czasownika, np. бу́ду чита́ти ‘będę czytać / będę czytał’. Forma syntetyczna tworzona jest przez dodanie do bezokolicznika niedokonanego czasownika specjalnych końcówek osobowych, odpowiednio –му, –меш, –ме, –мемо, –мете, –муть. Jest to forma unikalna, niespotykana w innych językach słowiańskich. Nie ma funkcjonalnej ani znaczeniowej różnicy między formą analityczną a syntetyczną. Forma syntetyczna jest jednak używana rzadziej, zwłaszcza w zachodniej Ukrainie.
| Osoba          | Forma złożona (analityczna) | Forma syntetyczna |
| -------------- | --------------------------- | ----------------- |
| 1. os. l. poj. | бу́ду чита́ти                 | чита́тиму          |
| 2. os. l. poj. | бу́деш чита́ти                | чита́тимеш         |
| 3. os. l. poj. | бу́де чита́ти                 | чита́тиме          |
| 1. os. l. mn.  | бу́демо чита́ти               | чита́тимемо        |
| 2. os. l. mn.  | бу́дете чита́ти               | чита́тимете        |
| 3. os. l. mn.  | бу́дуть чита́ти               | чита́тимуть        |

### Czas przeszły
Czas przeszły dla zdecydowanej większości czasowników o bezokoliczniku zakończonym na samogłoskę + –ти tworzony jest przez usunięcie końcówki –ти i dodanie sufiksów: –в dla rodzaju męskiego, –ла dla rodzaju żeńskiego, –ло dla rodzaju nijakiego lub –ли dla liczby mnogiej każdego rodzaju, np. чита́в ‘czytał’, чита́ла ‘czytała’, чита́ло ‘czytało’, чита́ли ‘czytali’. W czasownikach zwrotnych dodatkowo występuje sufiks –ся, np. уми́вся ‘umył się’.
W czasownikach z zakończeniem –нуть, które poprzedza spółgłoska lub akcentowana sylaba może w czasie przeszłym wypadać cząstka –ну–, np. сла́бнути – слаб, сла́бла ‘słabnąć – słabł, słabła’; посо́хнути – посо́х, посо́хла lub посо́хнув, посо́хнула ‘wyschnąć – wysechł, wyschła’; зблі́днути – зблід, зблі́дла ‘zblednąć – zbladł, zbladła’; кри́кнути – кри́кнув, кри́кнула ‘krzyknąć – krzyknął, krzyknęła’. Czasowniki z tematem zakończonym na spółgłoskę mogą ją tracić w rodzaju męskim (gdzie w końcówce nie ma żadnej samogłoski), a w niektórych czasownikach –е– lub –о– z tematu może wymieniać się na –і– w rodzaju męskim. Przykłady: нести́: ніс, несла́, несло́, несли́; могти́: міг, могла́, могло́, могли́; пекти́: пік, пекла́, пекло́, пекли́; повзти́: повз, повзла́, повзло́, повзли́; гри́зти: гриз, гри́зла, гри́зло, гри́зли; вести́: вів, вела́, вело́, вели́.

### Tryb przypuszczający
Poza trybem oznajmującym (дійсний спосіб) wyrażającym czynności zachodzące w teraźniejszości, przeszłości lub przyszłości istnieje jeszcze tryb przypuszczający (умовний спосіб) i tryb rozkazujący (наказовий спосіб).
Tryb przypuszczający tworzy się przez zestawienie formy czasu przeszłego z partykułą б/би. Partykuła ta ma formę б, kiedy jest użyta po słowach zakończonych na samogłoskę, a formę би po spółgłosce. Przykłady: Я хоті́в би піти́ додо́му. ‘Chciałbym pójść do domu’. Я хоті́ла б піти́ додо́му. ‘Chciałabym pójść do domu’; Я б про це розпові́в. ‘Оpowiedziałbym o tym’. Я міг би взя́ти. ‘Мógłbym wziąć’.

### Tryb rozkazujący
Właściwie formy trybu rozkazującego można utworzyć dla 2. os. l. pojedynczej i mnogiej oraz 1. os. l. mnogiej. Tworzy się je przez dodanie do tematu czasownika odpowiednich końcówek: 1. -и, -іть, -ім(о) lub 2. Ø, -мо, -те. Pierwszy zestaw końcówek używany jest z czasownikami, które kończą się na akcentowaną końcówkę fleksyjną w 1. os. l. pojedynczej (np. роби́! ‘rób’, bo роблю́ ‘robię’), czy z czasownikami z sufiksem –ну– po spółgłosce w formie bezokolicznika (np. сту́кни ‘stuknij‘). Drugi zestaw używany jest z czasownikami z tematem zakończonym na samogłoskę (+ j), (np. грай! ‘graj‘), zakończonym na б, п, в, м, ж, ч, ш, щ, р i bez akcentowanej końcówki (np. сип ‘syp’), a w zakończonych na д, т, з, с, л, н następuje zmiękczenie, co wyraża się użyciem miękkiego znaku (np. злазь ‘złaź’).
| Osoby          | Końcówki   | бра́ти    | кивну́ти   | підкре́слити   | Końcówki | пові́рити | купува́ти | сі́сти  | і́сти |
| -------------- | ---------- | -------- | --------- | ------------- | -------- | -------- | -------- | ------ | ---- |
| 2. os. l. poj. | -и         | бери́     | кивни́     | підкре́сли     | Ø        | пові́р    | купу́й    | сядь   | їж   |
| 1 os. l. mn.   | -имо (-им) | бері́м(о) | кивні́м(о) | підкре́слім(о) | -мо      | пові́рмо  | купу́ймо  | ся́дьмо | і́жмо |
| 2 os. l. mn.   | -іть       | бері́ть   | кивні́ть   | підкре́сліть   | -те      | пові́рте  | купу́йте  | ся́дьте | і́жте |

Dla 3. os. liczby pojedynczej i mnogiej czy też dla 1. os. l. pojedynczej konstrukcje rozkazujące tworzy się przez użycie wyrazu хай lub неха́й oraz odpowiedniej formy czasownika w czasie przyszłym dokonanym lub teraźniejszym (niedokonanym) dla bardziej ogólnych poleceń, np. Хай/Неха́й вона́ біжи́ть додо́му! ‘Niech (ona) biegnie do domu!’
W odniesieniu do 1 os. liczby mnogiej w celu zachęty do zrobienia czegoś razem jako grupa używane są wyrazy дава́йте / дава́ймо w połączeniu z bezokolicznikiem (przeważnie czasowników niedokonanych), np. Дава́йте / дава́ймо гра́ти в ка́рти! ‘Chodźcie, zagramy w karty!’.

### Bezokolicznik
Bezokolicznik jest nieodmienną, podstawową formą czasownika i typowo w takiej formie są one wyszczególnione w słownikach. Mają one bezokolicznikową końcówkę –ти, np. ходи́ти ‘chodzić’, уми́ти ‘umyć’. W języku mówionym, a czasami także dla wyrazu artystycznego, stosowana może być końcówka –ть, jeśli czasowniki mają temat kończący się na samogłoskę, np. ходи́ть, брать. Czasowniki zwrotne mają dodatkowo końcówkę –ся, np. уми́тися ‘umyć się’.
Bezokolicznik w języku ukraińskim pełni funkcje podobne jak w wielu innych językach. Może występować w roli podmiotu (np. Допомага́ти дру́зям – це наш обо́в'язок. ‘Pomagać przyjaciołom to jest nasz obowiązek’, tworzyć różne bezosobowe konstrukcje (np. Що (мені́) роби́ти? ‘Co (mam) robić?’), tworzyć orzeczenie złożone (np. Ми пішли́ (щоб) поба́чити за́хід со́нця. ‘Przyszliśmy (żeby) zobaczyć zachód słońca’). Wiele czasowników zamiast dopełnienia bliższego (rzeczownika w bierniku) wymaga połączenia z bezokolicznikiem (np. Не мо́жемо чека́ти. ‘Nie możemy czekać’). Czasami bezokolicznik może zastępować czasownik w trybie rozkazującym, np. Мовча́ти! ‘Milczeć!’. Bezokolicznik może występować w konstrukcjach wyrażających życzenie czy propozycję, np. Чи не поїхати б нам туди́ човно́м? ‘Może popłynęlibyśmy tam łódką?’

### Czasowniki oznaczające „mieć” i „być”
W języku ukraińskim są dwa sposoby wyrażenia, że ktoś coś ma. Można zastosować czasownik ма́ти ‘mieć’ + dopełnienie bliższe w bierniku lub też zastosować konstrukcję z przyimkiem у + rzeczownik żywotny bądź zaimek w dopełniaczu + czasownik ‘być’, np. Вона́ ма́є ха́ту = У не́ї є ха́та. ‘Ona ma dom’ (dosłownie drugie zdanie brzmi „u niej jest dom”).
Czasownik бу́ти ‘być’ jest jedynym, który ma w czasie teraźniejszym taką samą formę dla wszystkich osób, tj. є. Zazwyczaj є pomija się w zdaniu, jeśli podaje się po prostu charakterystykę czegoś czy lokalizację. Nie pomija się go natomiast, jeśli podkreśla się obecność lub istnienie czegoś. Porównaj: Оліве́ць на столі. ‘Ołówek jest na stole’. Це до́бра кни́га. ‘To jest dobra książka’. В селі́ є шко́ла? Так, є. ‘Czy w wiosce jest szkoła? Tak, jest’. Porównaj też użycie є w następujących zdaniach: – У тебе є хліб? – У мене є хліб. – Який в тебе хліб? – У мене український хліб. ‘– Masz chleb? – Mam chleb. – Jaki masz chleb? – Mam chleb ukraiński’.

### Imiesłowy przymiotnikowe
W języku ukraińskim funkcjonowały niegdyś cztery imiesłowy przymiotnikowe (дієприкметники) – czasu teraźniejszego i przeszłego oraz strony czynnej i biernej. Imiesłów czynny czasu teraźniejszego, imiesłów czynny czasu przeszłego oraz imiesłów bierny czasu teraźniejszego istnieją współcześnie jako formy przymiotnikowe i nie od każdego czasownika da się je utworzyć.

#### Imiesłów czynny czasu teraźniejszego
Imiesłowy czynne czasu teraźniejszego kończą się na –чий (а, е) i mogą być używane w znaczeniu przymiotników lub rzeczowników. Zbudowane są one na bazie formy czasu teraźniejszego w 3 os. liczby mnogiej i tym samym zawierają sufiks –уч– (–юч–) lub –ач– (–яч–), np. квітучий ‘kwitnący’, лежа́чий ‘leżący’, стоя́чий ‘stojący’.
Użycie tych imiesłowów jest w języku ukraińskim ograniczone, choć niektóre mają właściwie status prawdziwego przymiotnika (np. біжучий рік ‘rok bieżący’, родюча земля ‘urodzajna ziemnia’ – dosł. rodząca). Na ogół jednak zamiast nich preferuje się konstrukcje z wykorzystaniem zaimków względnych (який, хто, що), np. хлопець, що працює zamiast працюючий хлопець ‘pracujący chłopak’.
W języku poezji możliwe są również formy zakończone na –ущий, –ющий, –ащий, –ящий pochodzenia cerkiewnosłowiańskiego. Pod wpływem języka rosyjskiego, zwłaszcza w języku pisanym mogą również pojawiać się zakończenia –ущий, –ащий.
Kilka imiesłowów czynnych czasu teraźniejszego uległo adwerbializacji (przekształceniu w przysłówki) przez przyłączenie –e, np. рішу́че ‘zdecydowanie’, терпля́че ‘cierpliwie’, бо́ляче́ ‘boleśnie’.

#### Imiesłów czynny czasu przeszłego
Imiesłowy czynne czasu przeszłego kończą się na –лий (а, е) i tworzone są od czasowników (głównie dokonanych), które oznaczają „stać się jakimś”, „przejść w jakiś stan”, np. посивілий ‘posiwiały’ (od czasownika посивіти ‘posiwieć’), зжо́вклий ‘pożółkły’, осі́лий ‘osiadły’, почорні́лий ‘poczerniały’, нави́слий ‘opuszczający się ku dołowi’ (під навислим гіллям ‘pod zwieszającymi się gałęźmi’).

#### Imiesłów bierny czasu przeszłego
Imiesłów bierny czasu przeszłego jest jedynym imiesłowem w języku ukraińskim, który jest powszechnie używany w mowie i piśmie. Większość takich imiesłowów zawiera sufiks –н– (a zatem i końcówkę –ний), a niektóre sufiks –т–. Są tworzone głównie od czasowników dokonanych, ale można je budować także na bazie czasowników niedokonanych.
Na ogół przy tworzeniu takich imiesłowów akcent przesuwa się o jedną sylabę w lewo, np. прочита́ти – прочи́таний ‘przeczytany’, прода́ти – про́даний ‘sprzedany’, коха́ти – ко́ханий ‘kochany’, ви́грати – ви́граний ‘wygrany’, да́ти – да́ний ‘dany’. W czasownikach zawierających –ува– (–юва–) akcentowanych na temacie, jego pozycja nie zmienia się, np. повто́рювати – повто́рюваний ‘powtarzany’, очі́кувати – очі́куваний ‘oczekiwany’. Zmienia się jednak w akcentowanych na sufiks (–ува́ти, –юва́ти), np. арештува́ти – арепто́ваний ‘aresztowany’, ізолюва́ти – ізольо́ваний ‘izolowany’. W czasownikach z tematami spółgłoskowymi może być użyty sufiks –ен– lub –єн–, np. привезти́ – приве́зений ‘przywieziony’, пекти́ – пе́чений ‘pieczony’, напої́ти – напо́єний ‘napojony’, зни́зити – зни́жений ‘zniżony’.
Do imiesłowów zakończonych na –тий należą te pochodzące do czasowników z jednosylabowym tematem zawierającym –и– (–і–), –а– (–я–), –у–, –ер– oraz ich pochodnych z prefiksem. Nie zachodzi tu zmiana pozycji akcentu. Przykłady: ми́ти – ми́тий ‘myty’, ли́ти – ли́тий ‘lany’, грі́ти – грі́тий ‘grzany’, за-бу́ти – забу́тий ‘zapomniany’, уз-я́ти – узя́тий ‘wzięty’, від-кри́ти – відкритий ‘otwarty’.

#### Imiesłów bierny czasu teraźniejszego
Status imiesłowu biernego czasu teraźniejszego w języku ukraińskim jest przestawiany różnie w zależności od źródła. Niektóre nie podają go wcale, inne wskazują, że jego przykłady są bardzo nieliczne, można zaliczyć do nich formy typu знайомий ‘znajomy’, нерухомий ‘nieruchomy’, jeszcze inne uznają za takie te zakończone na –ний, –тий utworzone od czasowników niedokonanych, np. читаний 'czytany', мальований ‘malowany’, kolejne uznają słowo читаний za imiesłów bierny czasu teraźniejszego i przeszłego, a мальований – za imiesłów bierny czasu przeszłego lub po prostu przymiotnik.

### Imiesłowy przysłówkowe
Imiesłowy przysłówkowe (дієприслівники) są nieodmienne i można je podzielić na imiesłowy przysłówkowe czasu teraźniejszego i przeszłego. Imiesłów przysłówkowy czasu teraźniejszego wyraża równoczesność z inną czynnością, natomiast ten czasu przeszłego – uprzedniość. Punktem odniesienia może być czynność w czasie przeszłym, teraźniejszym lub przyszłym.

#### Imiesłów przysłówkowy czasu teraźniejszego
Imiesłów przysłówkowy czasu teraźniejszego tworzy się od formy 3. os. liczby mnogiej czasowników niedokonanych po odjęciu –ть i dodaniu –чи. Jeśli końcówka jest akcentowana, to również –чи́ jest akcentowane. Przykłady: чита́ти (3 os. l. mn. чита́ють) – чита́ючи ‘czytając’, жи́ти (3 os. l. mn. живу́ть) – живучи́ ‘żyjąc’; говори́ти – гово́рячи ‘mówiąc’, пи́ти – п'ючи́ ‘pijąc’, іти́ – ідучи́ ‘idąc’, бра́ти – беручи́ ‘biorąc’. W czasownikach zwrotnych –ся jest zredukowane do –сь, np. ми́тися (3 os. l. mn. ми́ються) – ми́ючись ‘myjąc się’.
Przykłady zastosowania imiesłowu przysłówkowego czasu teraźniejszego: Ідучи́ додо́му, я зустрíв її біля апте́ки. ‘Idąc do domu, spotkałem ją obok apteki’. Лежачи́ в лі́жку, А́нна чита́тиме кни́жку. Leżąc w łóżku, Anna będzie czytać książkę”.
Kilka imiesłowów ma dodatkowo pochodne od nich formy przysłówkowe, które od imiesłowów różnią się pozycją akcentu. Pod względem znaczenia przysłówki te skupiają się bardziej na pozycji wykonawcy czynności niż na czynności. Przykłady takich przysłówków to: сидячи́, стоячи́, лежачи́ a ich przysłówkowe odpowiedniki to: си́дячи, сто́ячи, ле́жачи. Porównaj: О́льга слу́хала ра́діо лежачи́ на дива́ні. ‘Olga słuchała radia, leżąc na kanapie’. Не їж ле́жачи! ‘Nie jedz na leżąco!’.

#### Imiesłów przysłówkowy czasu przeszłego
Imiesłów przysłówkowy czasu przeszłego tworzony jest przede wszystkim od czasowników dokonanych, choć bywa również od niedokonanych. Do formy czasu przeszłego rodzaju męskiego dodawana jest końcówka –ши, a w przypadku czasowników zwrotnych dodatkowo –сь, np. написа́вши ‘napisawszy’, ви́пивши ‘wypiwszy’, уми́вшись ‘umywszy się, po umyciu się’, чита́вши ‘podczas czytania (w przeszłości)’. Przykłady: Узя́вши цю валізу, я піду́ на залізни́чну ста́нцію. ‘Wziąwszy walizkę, pójdę na stację kolejową’. Діжда́вшись слу́шного ча́су, він зро́бив так, як пора́див ба́тько. ‘Po odczekaniu na odpowiedni czas zrobił tak, jak poradził ojciec’. Ішо́вши до теа́тру, ми зустрі́ли дру́зів. ‘Kiedy szliśmy do teatru, spotkaliśmy przyjaciół’.

### Strona bierna

#### Wyrażanie strony biernej poprzez imiesłów bierny czasu przeszłego i powiązane formy
W języku ukraińskim są trzy sposoby na wyrażenie czynności w stronie biernej. Stronę bierną najwłaściwiej i najpełniej wyraża użycie imiesłowu biernego czasu przeszłego. Tworzony jest tylko od czasowników przechodnich (dopełnienie staje się podmiotem w stronie biernej). Podstawą są głównie czasowniki dokonane i wówczas jest odniesienie do zakończonej czynności. Forma imiesłowu, podobnie jak przymiotnika, uzgadnia się z rzeczownikiem pod względem liczby, rodzaju i przypadka. Przykłady: збудо́ваний теа́тр ‘zbudowany teatr’ = ‘teatr został zbudowany’, прочи́тана книжка ‘przeczytana książka’ = ‘książka została przeczytana’, недосо́лена ри́ба ‘niedosolona ryba’ = ‘ryba nie została wystarczająco posolona’.
Imiesłów bierny czasu przeszłego utworzony od czasownika niedokonanego i wówczas odwołuje się do czynności trwającej w przeszłości czy utrzymującej się i mającej skutek także w teraźniejszości, np. ба́жаний результа́т ‘pożądany skutek’ (niekoniecznie pożądany tylko w przeszłości).
Wykonawca czynności w konstrukcjach w stronie biernej wyrażany jest w narzędniku, np. Ось стаття́, перекла́дена ним. ‘Oto artykuł przetłumaczony przez niego’.
Powiązane z imiesłowem biernym czasu przeszłego są bezosobowe predykatywne formy zakończone na –но, –то, które w przeszłości były końcówkami tego imiesłowu w rodzaju nijakim liczby pojedynczej (obecnie te mają końcówkę –е). Przykład: Про Мару́сю напи́сано бага́то пісе́нь. ‘O Marusi napisano wiele piosenek’ = ‘Wiele piosenek zostało napisanych o Marusi’ У цьо́му тво́рі видобра́жено життя́ украї́нського наро́ду. ‘W tym utworze zostało odzwierciedlone życie narodu ukraińskiego’. Dopełnienie jest w takich konstrukcjach wyrażone w bierniku, np. Цю кни́жку було́ напи́сано мно́ю. ‘Ta książka została napisana przeze mnie’. Przeszła forma бу́ти nie jest tu jednak konieczna, ponieważ sam imiesłów wyraża przeszłość. Inny przykład: Статтю́ напи́сано в Англії. ‘Artykuł został napisany w Anglii’.
Bezosobowe konstrukcje–но, –то są używane zamiast konstrukcji z imiesłowami biernymi czasu przeszłego, kiedy podkreślana jest czynność, a nie cecha czy właściwość. Porównaj: Пшеницю вже скошено ‘Pszenica została już skoszona’. Пшениця вже скошена ‘Pszenica jest już skoszona’.

#### Inne sposoby wyrażania strony biernej
W języku ukraińskim konstrukcje bierne można tworzyć za pomocą czasowników zwrotnych, np. Його́ секрета́р зателефонува́ла мені́ і попере́дила, що зу́стріч з ним почне́ться не о дев'ятій годи́ні, як планува́лось, а о деся́тій. ‘Jego sekretarka zatelefonowała do mnie i uprzedziła, że spotkanie z nim rozpocznie się nie o godzinie dziewiątej, jak było zaplanowane, a o dziesiątej’. Jako strona bierna interpretowane są też konstrukcje z czasownikami takimi jak писатися, np. Як пи́шеться це сло́во? ‘Jak pisze się to słowo’ (= „jest pisane”). Niektóre tego typu konstrukcje są niejednoznaczne i można je interpretować jako strona bierna lub zastosowanie czasownika nieprzechodniego, np. Вікно́ відчини́лося. ‘Okno zostało otwarte’ lub ‘Okno otworzyło się (samo)’.
Strona bierna wyrażana jest także poprzez konstrukcje z użyciem czasowników w 3. os. liczby mnogiej, np. Дім продали́. ‘Dom został sprzedany’ (dosł. „Dom sprzedali”).

## Przyimek
Przyimek (прийменник) jest częścią mowy wyrażającą gramatyczne relacje między różnymi słowami. Może mieć budowę prostą (np. в ‘w’, на ‘na’), złożoną (складні, np. навколо ‘naokoło’, внаслідок ‘wskutek’ з-поміж ‘spomiędzy’) czy też funkcjonować jako wyrażenia przyimkowe (складені, np. у зв'язку з ‘w związku z’). Połączenie z deklinującymi się częściami mowy wymaga, by występowały one w określonym przypadku gramatycznym, którym rządzi dany przyimek. Tym przypadkiem nigdy nie jest jednak mianownik ani wołacz. Niektóre przyimki w zależności od kontekstu łączą się z jednym bądź drugim przypadkiem, inne natomiast zawsze z jednym.
Przyimek у/в łączyć się może z miejscownikiem, biernikiem lub dopełniaczem. Miejscownik występuje przy wyrażaniu sytuacji statycznych, podawaniu miejsca w odpowiedzi na pytanie, gdzie się coś znajduje, np. Де дівча́та? Вони́ в теа́трі. ‘Gdzie dziewczyny? Są w teatrze’. Biernik natomiast dotyczy sytuacji dynamicznych, ruchu, zmiany miejsca, np. Куди́ ви йдете́? Ми йдемо́ в теа́тр. ‘Dokąd idziecie? Idziemy do teatru”. Również używany jest przy czasowniku гра́ти, np. У що ви гра́єте? Ми гра́ємо в те́ніс. ‘W co gracie? Gramy w tenisa’.
Poza tym przyimek ten z rzeczownikami żywotnymi może łączyć się z dopełniaczem, np. Це я взяв у Іва́на. ‘Wziąłem to od Iwana’. Ми живемо́ у дя́дька. ‘Mieszkamy u wujka’. У ме́не бі́льше нема́є ча́су чека́ти на те́бе. ‘Nie mam („u mnie nie ma”) więcej czasu czekać na ciebie’.
W analogiczny sposób przyimek на ‘na’ wskazując na umiejscowienie, łączy się z miejscownikiem, a nawiązując do ruchu, łączy się z biernikiem, np. Книжки́ на столі́. ‘Książki są na stole’. Вони́ на вечі́рці. ‘Oni są na imprezie’. Ale: Я кладу́ книжки́ на стіл. ‘Kładę książki na stół’. Ми йдемо́ на вечі́рку. ‘Idziemy na imprezę’. Inne użycie tego przyimka z biernikiem: Що ти їси́ на пере́куску? ‘Co jesz na przekąskę?’.
Przyimki від ‘od’, з ‘z (skądś)’, до ‘do’ związane z ruchem łączą się z dopełniaczem. Przyimek від ‘od’ wskazuje na ruch od jakiejś osoby lub spod jakiegoś miejsca, miejsca przy czymś, np. Це подару́нок від по́други. ‘To jest podarunek od koleżanki’. За́раз він іде́ додо́му від зупи́нки. ‘Teraz idzie do domu spod przystanku’. Przyimek з wskazuje na ruch z jakiegoś miejsca lub wydarzenia, np. Студе́нти вихо́дять з поме́шкання. ‘Studenci wychodzą z mieszkania’. Дівча́та йду́ть додо́му з конце́рту. ‘Dziewczyny idą do domu z koncertu’. Przyimek до wskazuje na ruch do jakiejś osoby, w stronę jakiegoś miejsca lub do środka, np. Ді́ти біжа́ть до зупи́нки. ‘Dzieci biegną na przystanek’. Вона́ пи́ше до не́ї. ‘Ona pisze do niej’. Він щоти́жня хо́дить до це́ркви. ‘On co tydzień chodzi do kościoła (cerkwi)’.
Przyimek з ‘z’ w znaczeniu „wraz z” łączy się z narzędnikiem i ma trzy alternatywne formy: із, зі, зо. W kontekście czasu łączy się z dopełniaczem i oznacza ‘od’, np. Зубний лікар приймає по понеділках і середах з чотирьох до восьми годин вечора. ‘Dentysta przyjmuje w poniedziałki i środy od godziny czwartej do ósmej wieczorem.
Do przyimków łączących się z dopełniaczem należy: бі́ля oraz synonimiczny ко́ло ‘obok, koło’, без ‘bez’, для ‘dla’, пі́сля ‘po’, бли́зько ‘blisko’, за́мість ‘zamiast’, крім ‘z wyjątkiem, poza’, недале́ко ‘niedaleko’, про́ти ‘przeciw, naprzeciw’, се́ред ‘wśród‘.
Przyimki за ‘za’, між ‘między’, над ‘nad’, пе́ред ‘przed’, під ‘pod’, по́за ‘poza’ łączą się z narzędnikiem, kiedy wskazują na umiejscowienie. Używane są natomiast z biernikiem, kiedy związane są z ruchem. Porównaj: пе́ред до́мом ‘przed domem’, прийти́ пе́ред дім ‘przyjść przed dom. Przyimek за jest używany z narzędnikiem także w następujących kontekstach: за о́бідом ‘przy obiedzie’, за ка́вою ‘przy kawie’; Ми за на́шим лі́дером! ‘Jesteśmy za naszym liderem’ (popieramy go). Przyimek за ‘za’ w połączeniu z biernikiem jest używany także w innych kontekstach (m.in. płacenia za coś), w tym czasowych, kiedy to oznacza ‘w ciągu, podczas’. Przykłady: за розмо́вою ‘podczas rozmowy’; За мі́сяць приї́де. ‘Za miesiąc przyjdzie’. Мені́ стра́шно за Івана. ‘Boję się o Iwana’; уважа́ти кого́сь за ге́нія ‘uważać kogoś za geniusza’.
Przyimek по ‘po’ jest używany z biernikiem w kontekście „iść po kogoś lub coś”, np. Вона́ йде́ по молоко́. ‘Ona idzie po mleko’. Używany jest też z biernikiem w zwrotach następującego typu: сніг по колі́на ‘śnieg po kolana’, по п'ять разі́в ‘po pięć razy’. W kontekście przestrzennym lub czasowym przyimek по używany jest z miejscownikiem, np. по ноча́х ‘po nocach’, по трьох ро́ках ‘po trzech latach’; Вона́ ходи́ла по кімна́ті. ‘Chodziła po pokoju’. W języku mówionym spotyka się pewne rusycyzmy związane z tym przyimkiem, np. Вони́ при́йшли по ді́лу zamiast у спра́ві ‘Przyszli w interesach’.
Przyimek про ‘o’ zawsze łączy się z biernikiem, np. Про ко́го ви розмовля́єте? Ми розмовля́ємо про медсестру́. ‘O kim rozmawiacie? Rozmawiamy o siostrze’. Z biernikiem łączy się również przyimek че́рез ‘przez’ (także w znaczeniu „z powodu czegoś”). W kontekście określania czasu ma znaczenie ‘za, po’, np. Коли́ почина́ється твій конце́рт? Че́рез п'ятна́дцять хвили́н. ‘Kiedy zaczyna się twój koncert? Za piętnaście minut.
Z miejscownikiem łączy się: при ‘przy’, który używany jest także w kontekście czasowym, np. при захо́ді сонця ‘przy zachodzie słońca’, при поча́тку XX ст. ‘na początku XX w.’. Z miejscownikiem przy wyrażaniu czasu łączy się także о, np. о дев'я́тій ‘o dziewiątej’, о тій порі́ ‘o tej porze’.
Do przyimków łączących się z celownikiem należy: вслід/услід ‘w ślad za’, всу́переч/усу́переч ‘wbrew’, завдяки́ ‘dzięki’, наперекі́р ‘na przekór’, np. всу́переч усі́м зако́нам ‘wbrew wszystkim prawom’.
Przykładowe różnice w użyciu przyimków między językiem polskim a ukraińskim: в уни́верситеті ‘na uniwersytecie’, поїхати у відпуску ‘pojechać na urlop’, взя́ти в креди́т ‘wziąć na kredyt’, две́рі в кімна́ту ‘drzwi do pokoju’, ходи́ти в басе́йн ‘chodzić na basen’, відда́ти в ремо́нт ‘oddać do naprawy’, поба́чити у вікно́ ‘zobaczyć przez okno’, на цьо́му ти́жні ‘w tym tygodniu’, за секу́нду ‘w sekundę’, сиді́ти за одніє́ю па́ртою ‘siedzieć w jednej ławce’, говори́ти по́льською мо́вою ‘mówić w języku polskim’, різни́ця у ві́ці ‘różnica wieku’, бу́ти на робо́ті ‘być w pracy’, приє́мний на до́тик ‘przyjemny w dotyku’, на світа́нку ‘o świcie’, на десять років старший ‘o dziesięć lat starszy’, кра́плі від ка́шлю ‘krople na kaszel’, реце́нзія на кни́жку ‘recenzja książki’, книжкова полиця ‘półka na książki’, обра́ти депута́том ‘wybrać na posła’, виглядати стомленою ‘wyglądać na zmęczoną’, глибиною три метри ‘głęboki na trzy metry’, працюва́ти ку́харем ‘pracować jako kucharz’, вважа́ти жа́ртом ‘uważać za żart’.

## Spójniki
Spójnik (сполучник) jest wyrazem łączącym zdania lub części zdań. Spójniki współrzędne (łączące współrzędne wyrazy lub zdania) można podzielić na:
- łączne, np. і, та, ні... ні, також
- rozłączne, np. або, чи, то... то, хоч... хоч
- przeciwstawne, np. а, але, однак, зате, проте[246].

Spójniki podrzędne (łączące zdanie główne z elementami podrzędnymi) można podzielić na:
- przyczynowe, np. бо, через те що, тому що, у зв'язку з тим що, оскільки)
- czasowe, np. ледве, (як) тільки[246], коли[247]
- celowe, np. щоб, аби, для того щоб, щоби
- warunkowe, np. якби, якщо, коли б, аби як, як тільки
- przyzwalające, np. хоч, дарма що, хоч... але
- porównawcze, np. як, мов, наче, неначе, ніби, нібито, начебто
- uwydatniające, np. аж, що аж, що й[246].

Spójnik та ma takie samo znaczenie jak і/й, jednak jego użycie jest zwykle ograniczone do łączenia wyrazów, fraz czy zdań o równym stopniu ważności, np. Ми всі хо́чемо співа́ти та танцюва́ти. ‘My wszyscy chcemy śpiewać i tańczyć’.

## Składnia

### Rodzaje zdań
Podmiot i orzeczenie są głównymi częściami zdania, stanowią ośrodek (centrum) predykacji w zdaniu (предикативний центр, граматична основа). W języku ukraińskim w zależności od liczby ośrodków predykacji dzieli się zdania na pojedyncze (proste, прості) i złożone (складні). Zdanie typu: Хлопець сидить на лавці і читає книжку ‘Chłopiec siedzi na ławce i czyta książkę’ ma jeden ośrodek predykacji (хлопець сидить і читає ‘chłopiec siedzi i czyta’). W związku z tym zalicza się je do zdań pojedynczych. W języku polskim zdania tego typu (tj. zawierające dwa orzeczenia lub więcej) zalicza się do zdań złożonych.
Zdanie pojedyncze, którego ośrodek predykacji składa się zarówno z podmiotu, jak i orzeczenia, to zdanie dwuczłonowe (двоскладне речення), np. Поїзд в'їхав на перон. ‘Pociąg wjechał na peron’. Zdanie pojedyncze zawierające tylko jeden główny człon (kiedy to nie wyróżnia się podmiotu bądź orzeczenia jak w zdaniach dwuczłonowych, choć mogą zachodzić podobieństwa) to zdanie jednoczłonowe (односкладне речення), np. Світає. ‘Świta’. Холодно. ‘Zimno’. Йому щастить. ‘Powodzi mu się’. Їй погано. ‘Jest jej niedobrze’. Мовчати! ‘Milczeć!’.
Wyróżnia się następujące rodzaje zdań jednoczłonowych:
- zdania określono-osobowe (означено-особові речення) – członem głównym jest forma czasownika w 1. lub 2. os. czasu teraźniejszego (czy przyszłego) lub w trybie rozkazującym. Pominięte są zaimki osobowe, np. Прийду завтра. ‘Przyjdę jutro’.
- zdania nieokreślono-osobowe (неозначено-особові речення) – członem głównym jest forma czasownika w 3 os. l. mn. czasu teraźniejszego (czy przyszłego) lub formy l. mn. czasu przeszłego, np. Йому зателефонували. ‘Ktoś do niego zatelefonował’. Пошту приносять раз на день. ‘Poczta jest doręczana raz dziennie’.
- zdania uogólniono-osobowe (узагальнено-особові речення) – członem głównym jest czasownik, który, choć w osobowej formie, nie wskazuje na konkretną osobę, a służy m.in. do wyrażania porady, przestrogi czy możliwości; może pojawiać się w powiedzeniach czy przysłowiach np. Всім не догодиш. 'Wszystkim nie dogodzisz'.
- zdania bezosobowe (безособові речення), np. Мене нудить. ‘Mdli mnie’. Вечоріє. ‘Nastaje wieczór’.
- zdania bezokolicznikowe (інфінітивні речення), np. Чути спів. ‘Słychać śpiew’.
- zdania nominatywne (номінативні речення), np. Ось замок. ‘Oto zamek’.
- zdania genitywne (фенітивні речення), np. Народу! ‘[Było] dużo ludzi’[257].

Dwuczłonowe są oba następujące zdania: Вони затрималися на роботі. Прийшли пізно. ‘Spóźnili się do pracy. Przyszli późno‘. Jednak samo zdanie Прийшли пізно bez odpowiedniego kontekstu rozpatruje się jako zdanie jednoczłonowe nieokreślono-osobowe, ponieważ nie stwierdza się tu obecności podmiotu domyślnego jak w polskim odpowiedniku.
Do drugorzędnych części zdania, podobnie jak w innych językach słowiańskich, należą: dopełnienie, przydawka i okolicznik. Elementy te zazwyczaj wchodzą w skład grupy podmiotu lub grupy orzeczenia.
Zdanie złożone (складне речення) składa się z co najmniej dwóch składowych zdań pojedynczych, które są związane ze sobą pod względem znaczenia, struktury i intonacji. Można wyróżnić zdania złożone współrzędne (складносуряднi речення; z równoważnymi składowymi), zdania złożone podrzędne (складнопідрядні речення) (patrz sekcja „Spójniki”) oraz zdania złożone bezspójnikowe (безсполучниковi складнi речення).
Ogólnie rzecz biorąc, zdania pojedyncze i złożone budowane są podobnie jak w polszczyźnie i innych językach słowiańskich. Niektóre konstrukcje zdaniowe różnią się jednak między tymi językami, głównie przez różnice we właściwościach form czasownikowych, np. Аварія сталася у вівторок. ‘Do wypadku doszło we wtorek’. Treść wyrażana w języku polskim przez równoważniki zdań nierzadko wyrażana jest w języku ukraińskim w inny sposób, np. Zaraz odjazd to Зараз від'їждаємо. Częściej w języku ukraińskim używa się bezokolicznika, np. Читати корисно. ‘Czytanie jest pożyteczne’.
Związki wyrazowe, których człony nie są równorzędne, ale wykazują relację podrzędności, można wyróżnić następujące rodzaje: związek zgody (узгодження), związek rządu (керування) i związek przynależności (прилягання). W związku zgody człon podrzędny uzgadnia swoją formę z członem nadrzędnym, np. цікава книжка – цікавою книжкою ‘ciekawa książka – ciekawą książką’. W związku rządu człon podrzędny ma taką formę, jaką wymaga od niego człon nadrzędny, np. читати книжку – читає книжку ‘czytać książkę, czyta książkę’. W związku przynależności człon podrzędny nie odmienia się, nie zachodzi zmiana formy, a połączenie opiera się tylko na relacji znaczeniowej, np. швидко бігти ‘szybko biec‘.
Czasowniki przechodnie i wiele czasowników nieprzechodnich wymagają użycia biernika – w związku rządu czasownik pełniący rolę członu nadrzędnego zwykle wymaga, by człon podrzędny występował w bierniku. Istnieje jednak wiele czasowników wymagających użycia dopełniacza, celownika lub narzędnika (lub przyimka, który z kolei łączy się z odpowiednim dla siebie przypadkiem). Członem nadrzędnym może być również rzeczownik, wymagając konkretnego przypadka (lub przyimka), a także przymiotnik, przysłówek, zaimek czy liczebnik.

### Przypadki
W języku ukraińskim występuje siedem przypadków gramatycznych. Mianownik jest przypadkiem, w którym wyrażany jest podmiot. Podmiot (będący rzeczownikiem lub zaimkiem) może być przyrównany do innego rzeczownika bądź zaimka, albo być poprzez niego zdefiniowany w konstrukcji z użyciem myślnika (odpowiadającemu odpowiedniej formie czasownika ‘być‘), np. Ки́їв – столи́ця України. ‘Kijów jest stolicą Ukrainy’. Іва́н – гео́лог. ‘Iwan jest geologiem’. W czasie przeszłym i przyszłym konstrukcja ta zastępowana jest przez użycie odpowiedniej formy czasownika бу́ти. Wówczas ten drugi rzeczownik (orzecznik) może pojawić się także w narzędniku, np. Вона була розумна/розумною. ‘[Ona] była rozsądna’. Шевченко був поет / поетом. ‘Szewczenko był poetą’.
Biernik jest typowym przypadkiem dopełnienia bliższego. Typowo czasowniki przechodnie łączą się właśnie z biernikiem. Forma biernika dla rzeczowników nieżywotnych z wyjątkiem l. poj. rodzaju żeńskiego pokrywa się z formą mianownika. Forma biernika dla rzeczowników żywotnych w liczbie mnogiej jest taka sama jak forma dopełniacza liczby mnogiej, oraz dla rodzaju męskiego l. poj. – taka sama jak odpowiedniego mu dopełniacza. Porównaj: Зна́ю хло́пця – хло́пців, ді́вчину – дівча́т, дівча́тко – дівча́ток. ‘Znam chłopca – chłopców, dziewczynę – dziewczyny, dziewczynkę – dziewczynki’.
Czasami także w odniesieniu do rzeczowników nieżywotnych preferowana jest forma dopełniacza zamiast biernika w liczbie pojedynczej, np. Іва́н написа́в / писа́в листа́. ‘Iwan napisał/pisał list’.
Dopełniacz wyraża relacje przynależności, np. кіне́ць дня ‘koniec dnia’. Używany bywa także w dopełnieniu bliższym jako dopełniacz cząstkowy – wyraża pewną nieokreśloną ilość substancji, np. Дайте хліба! ‘Dajcie chleba!’. Również w przeczeniu w dopełnieniu bliższym występuje dopełniacz, chyba że pojawia się element konkretyzujący, np. Лікар не прописував ліків / ці ліки. ‘Lekarz nie przepisał leków / tych leków’.
Celownik wskazuje na kierunek jakiegoś ruchu, czynności (w sensie dosłownym lub przenośnym), występuje w dopełnieniu dalszym, wskazując na odbiorcę, np. відправля́ти поси́лку дідусе́ві ‘wysyłać przesyłkę dziadziusiowi’. Formę w celowniku można tu zastąpić konstrukcją до + dopełniacz. Celownik może wyrażać także znaczenie ‘dla (kogoś)’ i być odpowiednikiem для + dopełniacz, np. діста́ти си́нові квито́к ‘dostać bilet dla syna’. Do użyć bardziej w przenośnym znaczeniu należą konstrukcje: па́м'ятник Франко́ві ‘pomnik (Iwana) Franki’; при́клад інним хло́пцям ‘przykład dla innych chłopców’; Що хло́пцеві роби́ти? ‘Co ma chłopiec robić?’. Celownik używany jest także w konstrukcjach wyrażających wiek, np. Дити́ні два ро́ки. ‘Dziecko ma dwa lata’.
Bardzo rozpowszechnione są bezosobowe konstrukcje z użyciem celownika, wyrażające stany fizyczne, mentalne czy emocjonalne, np. Бори́сові було́ стра́шно. ‘Borys się bał’. Ба́тькові заборо́нено... ‘Ojciec ma zabronione…’ Wśród nich są konstrukcje z czasownikami zwrotnymi klasyfikowane jako bezosobowe, np. Як до́чці спа́лося? ‘Jak spało się córce?’. Мені сьогодні не працюється. ‘Nie chce mi się dzisiaj pracować’.
Narzędnik wyraża narzędzie czy sposób, za pomocą którego wykonywana jest czynność, np. забива́ти цвях молотко́м ‘wbijać gwóźdź młotkiem’, їхати авто́бусом ‘jechać autobusem’. Używany jest także przy wskazywaniu wykonawcy czynności w zdaniach w konstrukcjach strony biernej, np. стаття́, напи́сана профе́сором ‘artykuł napisany przez profesora’. Poza tym narzędnik stosuje się często do wyrażania miejsc, przez które odbywa się jakiś ruch, np. ходжу великим лісом ‘chodzę przez duży las’, бігати полями ‘biegać przez pola’.
Miejscownik używany jest tylko w wyrażeniach przyimkowych (patrz sekcja „Przyimek”). Wołacz jest z kolei używany w zwrotach do kogoś lub czegoś.

### Szyk wyrazów
Szyk wyrazów w języku ukraińskim, podobnie jak w innych językach słowiańskich, jest swobodny, choć nie dowolny. Końcówki fleksyjne ujawniają funkcje składniowe wyrazów w zdaniu i zadania tego nie musi przejmować ścisła kolejność słów. Neutralnym szykiem zdania jest kolejność podmiot – orzeczenie – dopełnienie. Przestawienie neutralnego szyku pozwala na skierowanie nacisku na pewien element zdania.
Przymiotnik pełniący funkcję przydawki typowo poprzedza rzeczownik czy frazę rzeczownikową, a przysłówek poprzedza czasownik, do którego się odnosi (natomiast, kiedy kładzie się na niego nacisk, wówczas znajduje się na końcu zdania).
Zmiana kolejności w połączeniu liczebnika z rzeczownikiem może spowodować zmianę znaczenia, np. Йому сто років. ‘Ma sto lat’. Йому років сто. ‘Ma około stu lat. Imię w języku ukraińskim może występować przed lub po nazwisku, tymczasem w języku polskim umieszczanie nazwiska przed imieniem jest nietypowe, może pojawiać się w spisach alfabetycznych.
Partykułę przeczącą не w języku ukraińskim nie stawia się przed czasownikiem (czy łącznikiem) w zdaniach typu: Макс був не дуже високий. ‘Maks nie był bardzo wysoki’. Мені не потрібні вже боги з каміння та руїни. ‘Nie są mi już potrzebni bogowie z kamienia i ruiny’. Він пішов не додому, а на дискотеку. ‘Nie poszedł do domu, tylko na dyskotekę’.
W polszczyźnie cechę nietrwałą, nieistotną dla kategoryzacji stawia na ogół się przed rzeczownikiem, a cechę kategoryzującą, gatunkującą – po rzeczowniku. W związku z tym nie zawsze możliwa jest zmiana kolejności słów bez zmiany znaczenia. W języku ukraińskim związane z tym różnice znaczeniowe wyrażane są w inny sposób. Porównaj: śpiewające ptaki – птахи, що співають; ptaki śpiewające – співочі птахи; Jest komicznym aktorem. – Він комічний актор (його гра викликає сміх). Jest aktorem komicznym. – Його амплуа – комічні ролі (він комік, а не трагік).

### Negacja
Przeczenie tworzy się przy pomocy partykuły przeczącej не, np. Вони́ не чита́ють. ‘Oni nie czytają’. W zdaniu mogą znajdować się dwa słowa przeczące lub nawet więcej, np. Він ніколи не хворів раніше. ‘On nigdy wcześniej nie chorował’. Я ніко́ли ніку́ди ні з ким не йду́. ‘Nigdy nigdzie (donikąd) z nikim nie idę’. Тут ніко́го нема́ (нема́є). ‘Tutaj nikogo nie ma’.
O ile dopełnienie bliższe w zdaniu twierdzącym jest typowo wyrażane w bierniku, to w zdaniu przeczącym występuje zwykle w dopełniaczu. Porównaj: Дани́ло купу́є кни́жку. ‘Daniło kupuje książkę’. Дани́ло не купу́є кни́жки. ‘Daniło nie kupuje książki’. Jeśli jednak dopełnienie dotyczy czegoś skonkretyzowanego, określonego, możliwy jest biernik, np. Я не купи́в цю/ва́шу кни́жку. ‘Nie kupiłem tej/pana książki’.
Do dawania odpowiedzi przeczących na pytania służy partykuła przecząca ні ‘nie’ (nie mylić ze spójnikiem ні ‘ani’), np. – Скажі́ть, у вас є апельси́ни? – Ні, за́раз не сезо́н. ‘– Proszę powiedzieć (niech pan powie), ma pan pomarańcze? – Nie, teraz nie ma sezonu’. Inny przykład zastosowania tej partykuły: Ти працюва́тимеш за́втра, чи ні? ‘Będziesz jutro pracować, czy nie?’
Przeczenie w przy wyrażaniu pytania z prośbą sprawia, że brzmi ono uprzejmiej, np. Ви не могли б повторити ще раз? ‘Czy mógłby pan powtórzyć jeszcze raz?’. Ви не підкажете, котра зараз година? ‘Czy mógłby pan powiedzieć, która jest teraz godzina?’